# Lega Pro Prima Divisione 2009-2010
La Lega Pro Prima Divisione 2009-10 è stato il 32º campionato di calcio italiano per categoria. È iniziato il 23 agosto 2009 e si è concluso il 9 maggio 2010.
Le soste sono state programmate il 27 dicembre 2009 e il 3 gennaio 2010 entrambe per le feste di Natale, il 14 febbraio 2010 e il 28 marzo 2010. Tutte le gare si sono giocate di domenica: si è iniziato alle ore 16:00, dal 6 settembre 2009 alle ore 15:00, dal 25 ottobre alle ore 14:30, dal 28 marzo 2010 alle ore 15:00 e infine dal 23 maggio alle ore 16. Nel turno del 4 aprile 2010 le gare sono state disputate il giorno prima (3 aprile) per le feste di Pasqua. È stato confermato un posticipo al lunedì alle ore 20:45, trasmesso in diretta TV su Rai Sport Più.
Il campionato si è concluso con la vittoria del Novara nel girone A e del Portogruaro nel girone B.

## Stagione
Alla Prima Divisione partecipano 36 squadre divise in due gironi da 18. Soltanto una di queste, il Rimini, proviene dalla Serie B, viste le esclusioni per ragioni finanziarie decise per le altre squadre provenienti dalla serie cadetta, cioè Pisa, Avellino e Treviso. 
Altro posto vacante è conseguito all'esclusione del Venezia per analoghe ragioni. Quindi, oltre alle regolari promozioni dalla Seconda Divisione di Varese, Como, Figline, Giulianova, Cosenza e Pescina VG, si è dovuto provvedere al ripescaggio di quattro squadre: il Potenza retrocesso al termine della scorsa stagione, e Alessandria, Viareggio e Andria BAT. La suddivisione delle squadre nei due gironi non è avvenuta seguendo il tradizionale criterio Nord-Sud: si è preferito utilizzare grossomodo quello Est-Ovest, con la sola eccezione delle squadre campane, che sono state divise nei due gironi per evitare gli incroci più a rischio sotto il profilo dell'ordine pubblico.

### Regolamento

#### Promozioni
Come accadeva già nella ex Serie C1, sono promosse direttamente in Serie B due squadre per ciascun girone: la prima classificata viene subito promossa, la seconda è la vincitrice dei play-off. La 2ª classificata affronta la 5ª e la 3ª gioca contro la 4ª: gara di andata giocata in casa della peggio classificata, in caso di parità di punteggio dopo 180' passa la squadra meglio piazzata. In questo campionato le gare di andata si sono giocate il 23 maggio mentre quelle di ritorno il 30 maggio. Le vincenti si giocano la promozione, con gara di andata sul campo della peggio piazzata in campionato: con risultato di parità si giocano i tempi supplementari, e nel caso in cui il pareggio persista anche al termine di questi, viene promossa la meglio classificata. Le finali play-off saranno giocate il 6 giugno (andata) ed il 13 giugno (ritorno).

#### Retrocessioni
Per ogni girone retrocedono 3 formazioni: l'ultima retrocede direttamente, le altre due sono le perdenti dei play-out. La 14ª gioca contro la 17ª e la 15ª contro la 16ª: si seguono gli stessi criteri dei play-off per quanto riguarda le gare giocate in casa (la prima sfida si tiene sul campo della peggio piazzata). Le sfide si sono giocate il 23 maggio ed il 30 maggio: in caso di pareggio dopo 180' si salva la squadra meglio piazzata.

## Girone A
Il Novara di Attilio Tesser vince il girone A con 67 punti e torna in serie cadetta dopo ben 33 anni d'assenza, i gaudenziani ottennero anche un piccolo record: rimasero imbattuti in campionato per trenta incontri (fino alla sconfitta di Benevento alla 31ª giornata) e furono certi della promozione il 25 aprile con un pareggio per 3-3 contro la Cremonese.
Proprio i grigiorossi si resero protagonisti, in negativo, della finale play-off: all'andata in casa, gli uomini di Venturato ebbero la meglio sul Varese per 1-0; ma sette giorni dopo, sciuparono tutto al Franco Ossola dove i biancorossi di Giuseppe Sannino ribaltano il risultato vincendo 2-0 (rete di Buzzegoli a pochi minuti dal termine) e tornando in Serie B (categoria che mancava a Varese dal 1985).
Retrocessero in Seconda Divisione Lecco (ultimo); Pro Patria e Paganese (entrambe ai play-out) ma a causa dei fallimenti di Perugia; Arezzo e la rinuncia del Figline (alla prima apparizione in terza serie), gli azzurrostellati furono ripescati in Prima Divisione.

### Squadre partecipanti
| Club        | Stagione | Città                 | Stadio                     | Stagione precedente                                                |
| ----------- | -------- | --------------------- | -------------------------- | ------------------------------------------------------------------ |
| Alessandria | dettagli | Alessandria           | Stadio Giuseppe Moccagatta | 2º posto in Lega Pro Seconda Divisione/A, ripescata                |
| Arezzo      | dettagli | Arezzo (AR)           | Stadio Città di Arezzo     | 4º posto in Lega Pro Prima Divisione/B                             |
| Benevento   | dettagli | Benevento             | Stadio Santa Colomba       | 2º posto in Lega Pro Prima Divisione/B                             |
| Como        | dettagli | Como                  | Stadio Giuseppe Sinigaglia | 2º posto in Lega Pro Seconda Divisione/A, promosso dopo i play-off |
| Cremonese   | dettagli | Cremona               | Stadio Giovanni Zini       | 9º posto in Lega Pro Prima Divisione/A                             |
| Figline     | dettagli | Figline Valdarno (FI) | Stadio Goffredo Del Buffa  | 1º posto in Lega Pro Seconda Divisione/B, promosso                 |
| Foligno     | dettagli | Foligno (PG)          | Stadio Enzo Blasone        | 15º posto in Lega Pro Prima Divisione/B                            |
| Lecco       | dettagli | Lecco                 | Stadio Rigamonti Ceppi     | 15º posto in Lega Pro Prima Divisione/A                            |
| Lumezzane   | dettagli | Lumezzane (BS)        | Nuovo Stadio Comunale      | 10º posto in Lega Pro Prima Divisione/A                            |
| Monza       | dettagli | Monza (MB)            | Stadio Brianteo            | 13º posto in Lega Pro Prima Divisione/A                            |
| Novara      | dettagli | Novara                | Stadio Silvio Piola        | 8º posto in Lega Pro Prima Divisione/A                             |
| Paganese    | dettagli | Pagani (SA)           | Stadio Marcello Torre      | 13º posto in Lega Pro Prima Divisione/B                            |
| Pergocrema  | dettagli | Crema (CR)            | Stadio Giuseppe Voltini    | 11º posto in Lega Pro Prima Divisione/A                            |
| Perugia     | dettagli | Perugia               | Stadio Renato Curi         | 8º posto in Lega Pro Prima Divisione/B                             |
| Pro Patria  | dettagli | Busto Arsizio (VA)    | Stadio Carlo Speroni       | 2º posto in Lega Pro Prima Divisione/A                             |
| Sorrento    | dettagli | Sorrento (NA)         | Stadio Italia              | 11º posto in Lega Pro Prima Divisione/B                            |
| Varese      | dettagli | Varese                | Stadio Franco Ossola       | 1º posto in Lega Pro Seconda Divisione/A, promosso                 |
| Viareggio   | dettagli | Viareggio (LU)        | Stadio Torquato Bresciani  | 2º posto in Lega Pro Seconda Divisione/B, ripescato                |

### Allenatori
| Squadra     | Allenatore |            | Squadra | Allenatore     |
| ----------- | --- | ---------- | --- | -------------- |
| Alessandria | Luciano Foschi (1ª-12ª) Francesco Buglio (13ª-34ª)                                                                                          |            | Monza | Roberto Cevoli |
| Arezzo      | Leonardo Semplici (1ª-13ª) Giuseppe Galderisi (14ª-31ª) Leonardo Semplici (32ª-34ª e andata play-off) Giuseppe Galderisi (ritorno play-off) | Novara     | Attilio Tesser |                |
| Benevento   | Leonardo Acori (1ª-16ª) Andrea Camplone (17ª-30) Leonardo Acori (31ª-34ª e play-off)                                                        | Paganese   | Giuseppe Palumbo (1ª-2ª) Andrea Pensabene (3ª-11ª) Giuseppe Palumbo (12ª-34ª e play-out)                           |                |
| Como        | Stefano Di Chiara (1ª-9ª) Ottavio Strano e Oscar Brevi (10ª-34ª)                                                                            | Pergocrema | Claudio Rastelli (1ª-13ª) Roberto Bonazzi e Alessandro Scanziani (14ª-21ª) Claudio Rastelli (22ª-34ª e play-out)   |                |
| Cremonese   | Roberto Venturato | Perugia    | Giovanni Pagliari (1ª-13ª) Marco Zaffaroni (14ª-17ª) Carlo Antonio Buzzi (18ª-34ª)                                 |                |
| Figline     | Moreno Torricelli | Pro Patria | Giuseppe Manari (1ª-8ª) Vincenzo Cosco (9ª-29ª) Raffaele Di Fusco (30ª-31ª) Gianluca Gaudenzi (32ª-34ª e play-out) |                |
| Foligno     | Luca Fusi (1ª-32ª) Salvatore Matrecano (33ª-34ª)                                                                                            | Sorrento   | Giovanni Simonelli (1ª-9ª) Raffaele Novelli (10ª-19ª) Giovanni Simonelli (20ª-34ª)                                 |                |
| Lecco       | Oscar Magoni (1ª-18ª) Nicola Tarroni (19ª-27ª) Oscar Magoni (28ª-33ª) Gabriele Ratti (34ª)                                                  | Varese     | Giuseppe Sannino                                                                                                   |                |
| Lumezzane   | Leonardo Menichini | Viareggio  | Leonardo Rossi |                |

### Classifica finale
|  | Pos. | Squadra      | Pt | G  | V  | N  | P  | GF | GS | DR  |
|  | ---- | ------------ | -- | -- | -- | -- | -- | -- | -- | --- |
|  | 1.   | Novara       | 67 | 34 | 18 | 13 | 3  | 52 | 24 | +28 |
|  | 2.   | Varese       | 62 | 34 | 17 | 11 | 6  | 53 | 34 | +19 |
|  | 3.   | Cremonese    | 61 | 34 | 16 | 13 | 5  | 62 | 47 | +15 |
|  | 4.   | Arezzo       | 61 | 34 | 17 | 10 | 7  | 54 | 35 | +19 |
|  | 5.   | Benevento    | 56 | 34 | 16 | 8  | 10 | 50 | 37 | +13 |
|  | 6.   | Lumezzane    | 52 | 34 | 14 | 10 | 10 | 45 | 38 | +7  |
|  | 7.   | Figline (-1) | 45 | 34 | 12 | 10 | 12 | 45 | 44 | +1  |
|  | 8.   | Alessandria  | 43 | 34 | 12 | 7  | 15 | 35 | 46 | -11 |
|  | 9.   | Sorrento     | 41 | 34 | 10 | 11 | 13 | 44 | 45 | -1  |
|  | 10.  | Monza        | 41 | 34 | 9  | 14 | 11 | 37 | 45 | -8  |
|  | 11.  | Perugia (-2) | 40 | 34 | 12 | 6  | 16 | 31 | 38 | -7  |
|  | 12.  | Como         | 40 | 34 | 9  | 13 | 12 | 27 | 34 | -7  |
|  | 13.  | Foligno      | 39 | 34 | 10 | 9  | 15 | 53 | 56 | -3  |
|  | 14.  | Viareggio    | 38 | 34 | 8  | 14 | 12 | 29 | 39 | -10 |
|  | 15.  | Pergocrema   | 36 | 34 | 9  | 9  | 16 | 35 | 44 | -9  |
|  | 16.  | Pro Patria   | 35 | 34 | 7  | 14 | 13 | 37 | 49 | -12 |
|  | 17.  | Paganese     | 33 | 34 | 8  | 9  | 17 | 33 | 48 | -15 |
|  | 18.  | Lecco        | 31 | 34 | 8  | 7  | 19 | 34 | 53 | -19 |

Legenda:
      Promossa in Serie B 2010-2011.
 Qualificata ai play-off o ai play-out.
      Retrocessa in Lega Pro Seconda Divisione 2010-2011.
Regolamento:
Tre punti a vittoria, uno a pareggio, zero a sconfitta.
In caso di arrivo di due o più squadre a pari punti, la graduatoria verrà stilata secondo la classifica avulsa tra le squadre interessate che prevede, in ordine, i seguenti criteri:
- Punti negli scontri diretti
- Differenza reti negli scontri diretti
- Differenza reti generale
- Reti realizzate in generale
- Sorteggio

Note:
Il Perugia ha scontato 2 punti di penalizzazione.
L'Alessandria ha scontato 1 punto di penalizzazione.
La Paganese è stata poi ripescata in Lega Pro Prima Divisione 2010-2011 a completamento di organici.

### Risultati

#### Tabellone
|             | Ale  | Are  | Ben  | Com  | Cre  | Fig  | Fol  | Lec  | Lum  | Mon  | Nov  | Pag  | Per  | Per  | PPa  | Sor  | Var  | Via  |
| ----------- | ---- | ---- | ---- | ---- | ---- | ---- | ---- | ---- | ---- | ---- | ---- | ---- | ---- | ---- | ---- | ---- | ---- | ---- |
| Alessandria | –––– | 1-2  | 1-0  | 0-0  | 2-2  | 0-2  | 1-1  | 2-1  | 1-0  | 1-2  | 1-3  | 1-0  | 3-1  | 1-0  | 2-1  | 2-1  | 0-3  | 0-0  |
| Arezzo      | 3-0  | –––– | 1-0  | 2-3  | 2-2  | 3-2  | 3-1  | 1-0  | 2-2  | 1-0  | 2-1  | 2-0  | 3-1  | 1-1  | 1-1  | 2-0  | 1-0  | 1-1  |
| Benevento   | 3-1  | 0-1  | –––– | 1-1  | 1-3  | 1-0  | 2-0  | 2-1  | 2-1  | 3-0  | 1-0  | 3-0  | 0-1  | 3-1  | 1-1  | 3-0  | 1-0  | 2-2  |
| Como        | 1-0  | 0-0  | 0-2  | –––– | 0-1  | 0-2  | 2-2  | 2-0  | 2-1  | 1-1  | 0-2  | 3-1  | 1-1  | 0-1  | 0-0  | 2-1  | 1-1  | 1-1  |
| Cremonese   | 1-1  | 5-1  | 1-0  | 1-0  | –––– | 5-1  | 4-3  | 3-2  | 1-1  | 1-1  | 0-2  | 1-0  | 1-1  | 1-0  | 4-1  | 0-0  | 4-1  | 2-0  |
| Figline     | 2-2  | 1-0  | 2-2  | 2-0  | 3-3  | –––– | 4-2  | 2-2  | 1-0  | 2-0  | 0-2  | 2-0  | 1-0  | 2-1  | 2-1  | 1-0  | 1-1  | 1-2  |
| Foligno     | 2-0  | 1-4  | 2-0  | 3-0  | 1-2  | 3-1  | –––– | 2-3  | 0-1  | 1-1  | 1-1  | 3-1  | 2-0  | 1-2  | 1-1  | 1-0  | 1-1  | 4-2  |
| Lecco       | 3-1  | 0-1  | 1-2  | 0-1  | 2-2  | 2-2  | 1-1  | –––– | 1-2  | 0-0  | 1-1  | 2-1  | 2-1  | 1-0  | 2-0  | 1-0  | 0-2  | 0-0  |
| Lumezzane   | 1-2  | 1-0  | 0-0  | 0-0  | 0-0  | 1-1  | 3-2  | 1-0  | –––– | 3-0  | 1-4  | 2-0  | 2-0  | 1-0  | 1-1  | 1-0  | 2-0  | 1-0  |
| Monza       | 0-1  | 1-6  | 1-1  | 0-1  | 3-0  | 2-2  | 2-1  | 2-1  | 2-1  | –––– | 1-1  | 0-2  | 1-1  | 0-0  | 2-0  | 3-4  | 3-1  | 1-0  |
| Novara      | 1-0  | 0-0  | 2-0  | 1-1  | 3-3  | 1-0  | 2-0  | 3-0  | 3-2  | 1-1  | –––– | 0-1  | 2-0  | 2-1  | 1-1  | 2-1  | 1-1  | 1-1  |
| Paganese    | 3-1  | 1-1  | 2-1  | 1-3  | 1-3  | 0-0  | 2-2  | 1-0  | 2-2  | 1-1  | 1-2  | –––– | 3-0  | 2-0  | 0-0  | 2-1  | 0-0  | 0-0  |
| Pergocrema  | 1-2  | 3-4  | 1-2  | 1-0  | 0-1  | 1-0  | 2-2  | 4-0  | 1-2  | 2-1  | 1-1  | 1-0  | –––– | 1-1  | 1-1  | 1-1  | 2-0  | 2-0  |
| Perugia     | 2-1  | 0-0  | 1-2  | 3-1  | 4-0  | 1-0  | 0-2  | 2-1  | 0-2  | 2-1  | 0-2  | 2-1  | 1-0  | –––– | 2-1  | 0-1  | 1-1  | 1-0  |
| Pro Patria  | 1-0  | 1-1  | 3-4  | 1-0  | 2-2  | 2-2  | 4-2  | 0-2  | 2-1  | 0-0  | 0-1  | 2-1  | 1-2  | 2-0  | –––– | 2-2  | 1-1  | 1-0  |
| Sorrento    | 2-2  | 3-2  | 3-2  | 0-0  | 2-1  | 2-1  | 2-1  | 4-0  | 2-2  | 1-2  | 0-2  | 1-1  | 0-0  | 1-1  | 3-0  | –––– | 1-1  | 2-2  |
| Varese      | 1-0  | 1-0  | 1-1  | 1-0  | 5-1  | 1-0  | 2-0  | 1-0  | 4-2  | 2-2  | 1-1  | 5-2  | 2-1  | 2-0  | 3-1  | 2-1  | –––– | 4-2  |
| Viareggio   | 0-2  | 1-0  | 2-2  | 0-0  | 1-1  | 1-0  | 0-2  | 4-2  | 2-2  | 0-0  | 0-0  | 1-0  | 1-0  | 1-0  | 2-1  | 0-2  | 0-1  | –––– |

#### Calendario
| Andata (1ª) | Andata (1ª) | 1ª giornata           | Ritorno (18ª) | Ritorno (18ª) |
|             |             |                       |               |               |
| 23 ago.     | 2-0         | Cremonese-Viareggio   | 1-1           | 20 dic.       |
| 23 ago.     | 0-2         | Figline-Novara        | 0-1           | 20 dic.       |
| 23 ago.     | 2-0         | Foligno-Benevento     | 0-2           | 20 dic.       |
| 23 ago.     | 2-1         | Lecco-Paganese        | 0-1           | 20 dic.       |
| 23 ago.     | 1-0         | Lumezzane-Arezzo      | 2-2           | 27 gen.       |
| 23 ago.     | 0-1         | Monza-Como            | 1-1           | 13 gen.       |
| 23 ago.     | 1-2         | Pro Patria-Pergocrema | 1-1           | 13 gen.       |
| 23 ago.     | 2-2         | Sorrento-Alessandria  | 1-2           | 20 dic.       |
| 23 ago.     | 2-0         | Varese-Perugia        | 1-1           | 13 gen.       |

| Andata (2ª) | Andata (2ª) | 2ª giornata            | Ritorno (19ª) | Ritorno (19ª) |
|             |             |                        |               |               |
| 30 ago.     | 2-1         | Alessandria-Pro Patria | 0-1           | 10 gen.       |
| 30 ago.     | 1-0         | Arezzo-Monza           | 6-1           | 10 gen.       |
| 30 ago.     | 2-1         | Benevento-Lecco        | 2-1           | 10 gen.       |
| 30 ago.     | 1-1         | Como-Varese            | 0-1           | 10 gen.       |
| 30 ago.     | 2-1         | Novara-Sorrento        | 2-0           | 10 gen.       |
| 30 ago.     | 1-3         | Paganese-Cremonese     | 0-1           | 10 gen.       |
| 30 ago.     | 2-2         | Pergocrema-Foligno     | 0-2           | 10 gen.       |
| 31 ago.     | 1-0         | Perugia-Figline        | 1-2           | 10 gen.       |
| 30 ago.     | 2-2         | Viareggio-Lumezzane    | 0-1           | 10 gen.       |

| Andata (1ª) | Andata (1ª) | 1ª giornata           | Ritorno (18ª) | Ritorno (18ª) |
|             |             |                       |               |               |
| 23 ago.     | 2-0         | Cremonese-Viareggio   | 1-1           | 20 dic.       |
| 23 ago.     | 0-2         | Figline-Novara        | 0-1           | 20 dic.       |
| 23 ago.     | 2-0         | Foligno-Benevento     | 0-2           | 20 dic.       |
| 23 ago.     | 2-1         | Lecco-Paganese        | 0-1           | 20 dic.       |
| 23 ago.     | 1-0         | Lumezzane-Arezzo      | 2-2           | 27 gen.       |
| 23 ago.     | 0-1         | Monza-Como            | 1-1           | 13 gen.       |
| 23 ago.     | 1-2         | Pro Patria-Pergocrema | 1-1           | 13 gen.       |
| 23 ago.     | 2-2         | Sorrento-Alessandria  | 1-2           | 20 dic.       |
| 23 ago.     | 2-0         | Varese-Perugia        | 1-1           | 13 gen.       |

| Andata (2ª) | Andata (2ª) | 2ª giornata            | Ritorno (19ª) | Ritorno (19ª) |
|             |             |                        |               |               |
| 30 ago.     | 2-1         | Alessandria-Pro Patria | 0-1           | 10 gen.       |
| 30 ago.     | 1-0         | Arezzo-Monza           | 6-1           | 10 gen.       |
| 30 ago.     | 2-1         | Benevento-Lecco        | 2-1           | 10 gen.       |
| 30 ago.     | 1-1         | Como-Varese            | 0-1           | 10 gen.       |
| 30 ago.     | 2-1         | Novara-Sorrento        | 2-0           | 10 gen.       |
| 30 ago.     | 1-3         | Paganese-Cremonese     | 0-1           | 10 gen.       |
| 30 ago.     | 2-2         | Pergocrema-Foligno     | 0-2           | 10 gen.       |
| 31 ago.     | 1-0         | Perugia-Figline        | 1-2           | 10 gen.       |
| 30 ago.     | 2-2         | Viareggio-Lumezzane    | 0-1           | 10 gen.       |

| Andata (3ª) | Andata (3ª) | 3ª giornata            | Ritorno (20ª) | Ritorno (20ª) |
|             |             |                        |               |               |
| 6 set.      | 3-1         | Alessandria-Pergocrema | 2-1           | 17 gen.       |
| 6 set.      | 0-2         | Como-Novara            | 1-1           | 17 gen.       |
| 6 set.      | 1-2         | Figline-Viareggio      | 0-1           | 17 gen.       |
| 6 set.      | 3-1         | Foligno-Paganese       | 2-2           | 17 gen.       |
| 6 set.      | 1-2         | Lecco-Lumezzane        | 0-1           | 17 gen.       |
| 6 set.      | 1-1         | Monza-Benevento        | 0-3           | 17 gen.       |
| 6 set.      | 2-0         | Pro Patria-Perugia     | 1-2           | 17 gen.       |
| 6 set.      | 2-1         | Sorrento-Cremonese     | 0-0           | 17 gen.       |
| 6 set.      | 1-0         | Varese-Arezzo          | 0-1           | 18 gen.       |

| Andata (4ª) | Andata (4ª) | 4ª giornata          | Ritorno (21ª) | Ritorno (21ª) |
|             |             |                      |               |               |
| 14 set.     | 2-0         | Arezzo-Sorrento      | 2-3           | 24 gen.       |
| 13 set.     | 1-1         | Benevento-Pro Patria | 4-3           | 24 gen.       |
| 13 set.     | 3-2         | Cremonese-Lecco      | 2-2           | 24 gen.       |
| 13 set.     | 3-2         | Lumezzane-Foligno    | 1-0           | 24 gen.       |
| 13 set.     | 1-1         | Novara-Monza         | 1-1           | 24 gen.       |
| 13 set.     | 0-0         | Paganese-Figline     | 0-2           | 24 gen.       |
| 13 set.     | 2-0         | Pergocrema-Varese    | 1-2           | 24 gen.       |
| 13 set.     | 2-1         | Perugia-Alessandria  | 0-1           | 24 gen.       |
| 13 set.     | 0-0         | Viareggio-Como       | 1-1           | 24 gen.       |

| Andata (3ª) | Andata (3ª) | 3ª giornata            | Ritorno (20ª) | Ritorno (20ª) |
|             |             |                        |               |               |
| 6 set.      | 3-1         | Alessandria-Pergocrema | 2-1           | 17 gen.       |
| 6 set.      | 0-2         | Como-Novara            | 1-1           | 17 gen.       |
| 6 set.      | 1-2         | Figline-Viareggio      | 0-1           | 17 gen.       |
| 6 set.      | 3-1         | Foligno-Paganese       | 2-2           | 17 gen.       |
| 6 set.      | 1-2         | Lecco-Lumezzane        | 0-1           | 17 gen.       |
| 6 set.      | 1-1         | Monza-Benevento        | 0-3           | 17 gen.       |
| 6 set.      | 2-0         | Pro Patria-Perugia     | 1-2           | 17 gen.       |
| 6 set.      | 2-1         | Sorrento-Cremonese     | 0-0           | 17 gen.       |
| 6 set.      | 1-0         | Varese-Arezzo          | 0-1           | 18 gen.       |

| Andata (4ª) | Andata (4ª) | 4ª giornata          | Ritorno (21ª) | Ritorno (21ª) |
|             |             |                      |               |               |
| 14 set.     | 2-0         | Arezzo-Sorrento      | 2-3           | 24 gen.       |
| 13 set.     | 1-1         | Benevento-Pro Patria | 4-3           | 24 gen.       |
| 13 set.     | 3-2         | Cremonese-Lecco      | 2-2           | 24 gen.       |
| 13 set.     | 3-2         | Lumezzane-Foligno    | 1-0           | 24 gen.       |
| 13 set.     | 1-1         | Novara-Monza         | 1-1           | 24 gen.       |
| 13 set.     | 0-0         | Paganese-Figline     | 0-2           | 24 gen.       |
| 13 set.     | 2-0         | Pergocrema-Varese    | 1-2           | 24 gen.       |
| 13 set.     | 2-1         | Perugia-Alessandria  | 0-1           | 24 gen.       |
| 13 set.     | 0-0         | Viareggio-Como       | 1-1           | 24 gen.       |

| Andata (5ª) | Andata (5ª) | 5ª giornata         | Ritorno (22ª) | Ritorno (22ª) |
|             |             |                     |               |               |
| 20 set.     | 0-2         | Alessandria-Figline | 2-2           | 31 gen.       |
| 20 set.     | 1-0         | Arezzo-Benevento    | 1-0           | 31 gen.       |
| 20 set.     | 0-1         | Como-Perugia        | 1-3           | 31 gen.       |
| 20 set.     | 1-2         | Foligno-Cremonese   | 3-4           | 31 gen.       |
| 20 set.     | 1-0         | Monza-Viareggio     | 0-0           | 31 gen.       |
| 20 set.     | 1-1         | Pergocrema-Novara   | 0-2           | 31 gen.       |
| 20 set.     | 0-2         | Pro Patria-Lecco    | 0-2           | 31 gen.       |
| 20 set.     | 1-1         | Sorrento-Paganese   | 1-2           | 31 gen.       |
| 20 set.     | 4-2         | Varese-Lumezzane    | 0-2           | 31 gen.       |

| Andata (6ª) | Andata (6ª) | 6ª giornata          | Ritorno (23ª) | Ritorno (23ª) |
|             |             |                      |               |               |
| 27 set.     | 1-0         | Benevento-Varese     | 1-1           | 7 feb.        |
| 27 set.     | 5-1         | Cremonese-Arezzo     | 2-2           | 7 feb.        |
| 27 set.     | 2-0         | Figline-Como         | 2-0           | 7 feb.        |
| 27 set.     | 1-1         | Lecco-Foligno        | 3-2           | 7 feb.        |
| 27 set.     | 1-0         | Lumezzane-Sorrento   | 2-2           | 7 feb.        |
| 28 set.     | 1-0         | Novara-Alessandria   | 3-1           | 8 feb.        |
| 27 set.     | 0-0         | Paganese-Pro Patria  | 1-2           | 7 feb.        |
| 27 set.     | 2-1         | Perugia-Monza        | 0-0           | 7 feb.        |
| 27 set.     | 1-0         | Viareggio-Pergocrema | 0-2           | 7 feb.        |

| Andata (5ª) | Andata (5ª) | 5ª giornata         | Ritorno (22ª) | Ritorno (22ª) |
|             |             |                     |               |               |
| 20 set.     | 0-2         | Alessandria-Figline | 2-2           | 31 gen.       |
| 20 set.     | 1-0         | Arezzo-Benevento    | 1-0           | 31 gen.       |
| 20 set.     | 0-1         | Como-Perugia        | 1-3           | 31 gen.       |
| 20 set.     | 1-2         | Foligno-Cremonese   | 3-4           | 31 gen.       |
| 20 set.     | 1-0         | Monza-Viareggio     | 0-0           | 31 gen.       |
| 20 set.     | 1-1         | Pergocrema-Novara   | 0-2           | 31 gen.       |
| 20 set.     | 0-2         | Pro Patria-Lecco    | 0-2           | 31 gen.       |
| 20 set.     | 1-1         | Sorrento-Paganese   | 1-2           | 31 gen.       |
| 20 set.     | 4-2         | Varese-Lumezzane    | 0-2           | 31 gen.       |

| Andata (6ª) | Andata (6ª) | 6ª giornata          | Ritorno (23ª) | Ritorno (23ª) |
|             |             |                      |               |               |
| 27 set.     | 1-0         | Benevento-Varese     | 1-1           | 7 feb.        |
| 27 set.     | 5-1         | Cremonese-Arezzo     | 2-2           | 7 feb.        |
| 27 set.     | 2-0         | Figline-Como         | 2-0           | 7 feb.        |
| 27 set.     | 1-1         | Lecco-Foligno        | 3-2           | 7 feb.        |
| 27 set.     | 1-0         | Lumezzane-Sorrento   | 2-2           | 7 feb.        |
| 28 set.     | 1-0         | Novara-Alessandria   | 3-1           | 8 feb.        |
| 27 set.     | 0-0         | Paganese-Pro Patria  | 1-2           | 7 feb.        |
| 27 set.     | 2-1         | Perugia-Monza        | 0-0           | 7 feb.        |
| 27 set.     | 1-0         | Viareggio-Pergocrema | 0-2           | 7 feb.        |

| Andata (7ª) | Andata (7ª) | 7ª giornata         | Ritorno (24ª) | Ritorno (24ª) |
|             |             |                     |               |               |
| 4 ott.      | 0-0         | Alessandria-Como    | 0-1           | 21 feb.       |
| 4 ott.      | 1-0         | Arezzo-Lecco        | 1-0           | 21 feb.       |
| 4 ott.      | 0-0         | Lumezzane-Cremonese | 1-1           | 21 feb.       |
| 4 ott.      | 2-1         | Monza-Foligno       | 1-1           | 21 feb.       |
| 4 ott.      | 1-0         | Pergocrema-Figline  | 0-1           | 21 feb.       |
| 4 ott.      | 1-0         | Perugia-Viareggio   | 0-1           | 22 feb.       |
| 4 ott.      | 0-1         | Pro Patria-Novara   | 1-1           | 21 feb.       |
| 4 ott.      | 3-2         | Sorrento-Benevento  | 0-3           | 21 feb.       |
| 4 ott.      | 5-2         | Varese-Paganese     | 0-0           | 21 feb.       |

| Andata (8ª) | Andata (8ª) | 8ª giornata         | Ritorno (25ª) | Ritorno (25ª) |
|             |             |                     |               |               |
| 11 ott.     | 2-1         | Benevento-Lumezzane | 0-0           | 28 feb.       |
| 11 ott.     | 1-1         | Como-Pergocrema     | 0-1           | 28 feb.       |
| 11 ott.     | 1-0         | Cremonese-Perugia   | 0-4           | 1° mar.       |
| 11 ott.     | 2-1         | Figline-Pro Patria  | 2-2           | 28 feb.       |
| 11 ott.     | 1-4         | Foligno-Arezzo      | 1-3           | 28 feb.       |
| 11 ott.     | 1-0         | Lecco-Sorrento      | 0-4           | 28 feb.       |
| 11 ott.     | 0-1         | Monza-Alessandria   | 2-1           | 28 feb.       |
| 11 ott.     | 1-1         | Novara-Varese       | 1-1           | 28 feb.       |
| 11 ott.     | 0-0         | Paganese-Viareggio  | 0-1           | 28 feb.       |

| Andata (7ª) | Andata (7ª) | 7ª giornata         | Ritorno (24ª) | Ritorno (24ª) |
|             |             |                     |               |               |
| 4 ott.      | 0-0         | Alessandria-Como    | 0-1           | 21 feb.       |
| 4 ott.      | 1-0         | Arezzo-Lecco        | 1-0           | 21 feb.       |
| 4 ott.      | 0-0         | Lumezzane-Cremonese | 1-1           | 21 feb.       |
| 4 ott.      | 2-1         | Monza-Foligno       | 1-1           | 21 feb.       |
| 4 ott.      | 1-0         | Pergocrema-Figline  | 0-1           | 21 feb.       |
| 4 ott.      | 1-0         | Perugia-Viareggio   | 0-1           | 22 feb.       |
| 4 ott.      | 0-1         | Pro Patria-Novara   | 1-1           | 21 feb.       |
| 4 ott.      | 3-2         | Sorrento-Benevento  | 0-3           | 21 feb.       |
| 4 ott.      | 5-2         | Varese-Paganese     | 0-0           | 21 feb.       |

| Andata (8ª) | Andata (8ª) | 8ª giornata         | Ritorno (25ª) | Ritorno (25ª) |
|             |             |                     |               |               |
| 11 ott.     | 2-1         | Benevento-Lumezzane | 0-0           | 28 feb.       |
| 11 ott.     | 1-1         | Como-Pergocrema     | 0-1           | 28 feb.       |
| 11 ott.     | 1-0         | Cremonese-Perugia   | 0-4           | 1° mar.       |
| 11 ott.     | 2-1         | Figline-Pro Patria  | 2-2           | 28 feb.       |
| 11 ott.     | 1-4         | Foligno-Arezzo      | 1-3           | 28 feb.       |
| 11 ott.     | 1-0         | Lecco-Sorrento      | 0-4           | 28 feb.       |
| 11 ott.     | 0-1         | Monza-Alessandria   | 2-1           | 28 feb.       |
| 11 ott.     | 1-1         | Novara-Varese       | 1-1           | 28 feb.       |
| 11 ott.     | 0-0         | Paganese-Viareggio  | 0-1           | 28 feb.       |

| Andata (9ª) | Andata (9ª) | 9ª giornata         | Ritorno (26ª) | Ritorno (26ª) |
|             |             |                     |               |               |
| 18 ott.     | 2-0         | Arezzo-Paganese     | 1-1           | 7 mar.        |
| 18 ott.     | 1-0         | Cremonese-Benevento | 3-1           | 7 mar.        |
| 18 ott.     | 3-1         | Lecco-Alessandria   | 1-2           | 7 mar.        |
| 18 ott.     | 1-4         | Lumezzane-Novara    | 2-3           | 7 mar.        |
| 18 ott.     | 1-0         | Perugia-Pergocrema  | 1-1           | 7 mar.        |
| 18 ott.     | 1-0         | Pro Patria-Como     | 0-0           | 7 mar.        |
| 18 ott.     | 1-2         | Sorrento-Monza      | 4-3           | 7 mar.        |
| 18 ott.     | 1-0         | Varese-Figline      | 1-1           | 7 mar.        |
| 18 ott.     | 0-2         | Viareggio-Foligno   | 2-4           | 7 mar.        |

| Andata (10ª) | Andata (10ª) | 10ª giornata          | Ritorno (27ª) | Ritorno (27ª) |
|              |              |                       |               |               |
| 25 ott.      | 0-0          | Alessandria-Viareggio | 2-0           | 14 mar.       |
| 25 ott.      | 0-0          | Como-Arezzo           | 3-2           | 14 mar.       |
| 25 ott.      | 2-2          | Figline-Lecco         | 2-2           | 14 mar.       |
| 25 ott.      | 1-0          | Foligno-Sorrento      | 1-2           | 14 mar.       |
| 26 ott.      | 3-0          | Monza-Cremonese       | 1-1           | 14 mar.       |
| 25 ott.      | 2-1          | Novara-Perugia        | 2-0           | 14 mar.       |
| 25 ott.      | 2-2          | Paganese-Lumezzane    | 0-2           | 14 mar.       |
| 25 ott.      | 1-2          | Pergocrema-Benevento  | 1-0           | 14 mar.       |
| 25 ott.      | 1-1          | Pro Patria-Varese     | 1-3           | 14 mar.       |

| Andata (9ª) | Andata (9ª) | 9ª giornata         | Ritorno (26ª) | Ritorno (26ª) |
|             |             |                     |               |               |
| 18 ott.     | 2-0         | Arezzo-Paganese     | 1-1           | 7 mar.        |
| 18 ott.     | 1-0         | Cremonese-Benevento | 3-1           | 7 mar.        |
| 18 ott.     | 3-1         | Lecco-Alessandria   | 1-2           | 7 mar.        |
| 18 ott.     | 1-4         | Lumezzane-Novara    | 2-3           | 7 mar.        |
| 18 ott.     | 1-0         | Perugia-Pergocrema  | 1-1           | 7 mar.        |
| 18 ott.     | 1-0         | Pro Patria-Como     | 0-0           | 7 mar.        |
| 18 ott.     | 1-2         | Sorrento-Monza      | 4-3           | 7 mar.        |
| 18 ott.     | 1-0         | Varese-Figline      | 1-1           | 7 mar.        |
| 18 ott.     | 0-2         | Viareggio-Foligno   | 2-4           | 7 mar.        |

| Andata (10ª) | Andata (10ª) | 10ª giornata          | Ritorno (27ª) | Ritorno (27ª) |
|              |              |                       |               |               |
| 25 ott.      | 0-0          | Alessandria-Viareggio | 2-0           | 14 mar.       |
| 25 ott.      | 0-0          | Como-Arezzo           | 3-2           | 14 mar.       |
| 25 ott.      | 2-2          | Figline-Lecco         | 2-2           | 14 mar.       |
| 25 ott.      | 1-0          | Foligno-Sorrento      | 1-2           | 14 mar.       |
| 26 ott.      | 3-0          | Monza-Cremonese       | 1-1           | 14 mar.       |
| 25 ott.      | 2-1          | Novara-Perugia        | 2-0           | 14 mar.       |
| 25 ott.      | 2-2          | Paganese-Lumezzane    | 0-2           | 14 mar.       |
| 25 ott.      | 1-2          | Pergocrema-Benevento  | 1-0           | 14 mar.       |
| 25 ott.      | 1-1          | Pro Patria-Varese     | 1-3           | 14 mar.       |

| Andata (11ª) | Andata (11ª) | 11ª giornata         | Ritorno (28ª) | Ritorno (28ª) |
|              |              |                      |               |               |
| 1º nov.      | 3-1          | Arezzo-Pergocrema    | 4-3           | 21 mar.       |
| 1º nov.      | 3-0          | Benevento-Paganese   | 1-2           | 21 mar.       |
| 1º nov.      | 4-1          | Cremonese-Pro Patria | 2-2           | 21 mar.       |
| 1º nov.      | 3-0          | Foligno-Como         | 2-2           | 22 mar.       |
| 1º nov.      | 0-0          | Lecco-Monza          | 1-2           | 21 mar.       |
| 1º nov.      | 1-0          | Lumezzane-Perugia    | 2-0           | 21 mar.       |
| 1º nov.      | 2-1          | Sorrento-Figline     | 0-1           | 21 mar.       |
| 1º nov.      | 1-0          | Varese-Alessandria   | 3-0           | 21 mar.       |
| 1º nov.      | 0-0          | Viareggio-Novara     | 1-1           | 21 mar.       |

| Andata (12ª) | Andata (12ª) | 12ª giornata         | Ritorno (29ª) | Ritorno (29ª) |
|              |              |                      |               |               |
| 8 nov.       | 1-1          | Alessandria-Foligno  | 0-2           | 3 apr.        |
| 8 nov.       | 0-2          | Como-Benevento       | 1-1           | 3 apr.        |
| 8 nov.       | 1-0          | Figline-Lumezzane    | 1-1           | 3 apr.        |
| 8 nov.       | 0-2          | Monza-Paganese       | 1-1           | 3 apr.        |
| 8 nov.       | 3-0          | Novara-Lecco         | 1-1           | 3 apr.        |
| 8 nov.       | 0-1          | Pergocrema-Cremonese | 1-1           | 3 apr.        |
| 8 nov.       | 0-0          | Perugia-Arezzo       | 1-1           | 3 apr.        |
| 8 nov.       | 1-0          | Pro Patria-Viareggio | 1-2           | 3 apr.        |
| 8 nov.       | 2-1          | Varese-Sorrento      | 1-1           | 3 apr.        |

| Andata (11ª) | Andata (11ª) | 11ª giornata         | Ritorno (28ª) | Ritorno (28ª) |
|              |              |                      |               |               |
| 1º nov.      | 3-1          | Arezzo-Pergocrema    | 4-3           | 21 mar.       |
| 1º nov.      | 3-0          | Benevento-Paganese   | 1-2           | 21 mar.       |
| 1º nov.      | 4-1          | Cremonese-Pro Patria | 2-2           | 21 mar.       |
| 1º nov.      | 3-0          | Foligno-Como         | 2-2           | 22 mar.       |
| 1º nov.      | 0-0          | Lecco-Monza          | 1-2           | 21 mar.       |
| 1º nov.      | 1-0          | Lumezzane-Perugia    | 2-0           | 21 mar.       |
| 1º nov.      | 2-1          | Sorrento-Figline     | 0-1           | 21 mar.       |
| 1º nov.      | 1-0          | Varese-Alessandria   | 3-0           | 21 mar.       |
| 1º nov.      | 0-0          | Viareggio-Novara     | 1-1           | 21 mar.       |

| Andata (12ª) | Andata (12ª) | 12ª giornata         | Ritorno (29ª) | Ritorno (29ª) |
|              |              |                      |               |               |
| 8 nov.       | 1-1          | Alessandria-Foligno  | 0-2           | 3 apr.        |
| 8 nov.       | 0-2          | Como-Benevento       | 1-1           | 3 apr.        |
| 8 nov.       | 1-0          | Figline-Lumezzane    | 1-1           | 3 apr.        |
| 8 nov.       | 0-2          | Monza-Paganese       | 1-1           | 3 apr.        |
| 8 nov.       | 3-0          | Novara-Lecco         | 1-1           | 3 apr.        |
| 8 nov.       | 0-1          | Pergocrema-Cremonese | 1-1           | 3 apr.        |
| 8 nov.       | 0-0          | Perugia-Arezzo       | 1-1           | 3 apr.        |
| 8 nov.       | 1-0          | Pro Patria-Viareggio | 1-2           | 3 apr.        |
| 8 nov.       | 2-1          | Varese-Sorrento      | 1-1           | 3 apr.        |

| Andata (13ª) | Andata (13ª) | 13ª giornata          | Ritorno (30ª) | Ritorno (30ª) |
|              |              |                       |               |               |
| 15 nov.      | 1-1          | Arezzo-Pro Patria     | 1-1           | 11 apr.       |
| 15 nov.      | 1-0          | Benevento-Figline     | 2-2           | 11 apr.       |
| 15 nov.      | 1-1          | Cremonese-Alessandria | 2-2           | 11 apr.       |
| 15 nov.      | 1-1          | Foligno-Novara        | 0-2           | 11 apr.       |
| 15 nov.      | 2-1          | Lecco-Pergocrema      | 0-4           | 11 apr.       |
| 15 nov.      | 3-0          | Lumezzane-Monza       | 1-2           | 11 apr.       |
| 15 nov.      | 1-3          | Paganese-Como         | 1-3           | 11 apr.       |
| 15 nov.      | 1-1          | Sorrento-Perugia      | 1-0           | 11 apr.       |
| 15 nov.      | 0-1          | Viareggio-Varese      | 2-4           | 11 apr.       |

| Andata (14ª) | Andata (14ª) | 14ª giornata         | Ritorno (31ª) | Ritorno (31ª) |
|              |              |                      |               |               |
| 22 nov.      | 1-0          | Alessandria-Paganese | 1-3           | 18 apr.       |
| 23 nov.      | 2-1          | Como-Lumezzane       | 0-0           | 18 apr.       |
| 22 nov.      | 3-3          | Figline-Cremonese    | 1-5           | 18 apr.       |
| 22 nov.      | 2-0          | Novara-Benevento     | 0-1           | 18 apr.       |
| 22 nov.      | 2-1          | Pergocrema-Monza     | 1-1           | 18 apr.       |
| 22 nov.      | 2-1          | Perugia-Lecco        | 0-1           | 18 apr.       |
| 22 nov.      | 2-2          | Pro Patria-Sorrento  | 0-3           | 18 apr.       |
| 22 nov.      | 2-0          | Varese-Foligno       | 1-1           | 18 apr.       |
| 22 nov.      | 1-0          | Viareggio-Arezzo     | 1-1           | 18 apr.       |

| Andata (13ª) | Andata (13ª) | 13ª giornata          | Ritorno (30ª) | Ritorno (30ª) |
|              |              |                       |               |               |
| 15 nov.      | 1-1          | Arezzo-Pro Patria     | 1-1           | 11 apr.       |
| 15 nov.      | 1-0          | Benevento-Figline     | 2-2           | 11 apr.       |
| 15 nov.      | 1-1          | Cremonese-Alessandria | 2-2           | 11 apr.       |
| 15 nov.      | 1-1          | Foligno-Novara        | 0-2           | 11 apr.       |
| 15 nov.      | 2-1          | Lecco-Pergocrema      | 0-4           | 11 apr.       |
| 15 nov.      | 3-0          | Lumezzane-Monza       | 1-2           | 11 apr.       |
| 15 nov.      | 1-3          | Paganese-Como         | 1-3           | 11 apr.       |
| 15 nov.      | 1-1          | Sorrento-Perugia      | 1-0           | 11 apr.       |
| 15 nov.      | 0-1          | Viareggio-Varese      | 2-4           | 11 apr.       |

| Andata (14ª) | Andata (14ª) | 14ª giornata         | Ritorno (31ª) | Ritorno (31ª) |
|              |              |                      |               |               |
| 22 nov.      | 1-0          | Alessandria-Paganese | 1-3           | 18 apr.       |
| 23 nov.      | 2-1          | Como-Lumezzane       | 0-0           | 18 apr.       |
| 22 nov.      | 3-3          | Figline-Cremonese    | 1-5           | 18 apr.       |
| 22 nov.      | 2-0          | Novara-Benevento     | 0-1           | 18 apr.       |
| 22 nov.      | 2-1          | Pergocrema-Monza     | 1-1           | 18 apr.       |
| 22 nov.      | 2-1          | Perugia-Lecco        | 0-1           | 18 apr.       |
| 22 nov.      | 2-2          | Pro Patria-Sorrento  | 0-3           | 18 apr.       |
| 22 nov.      | 2-0          | Varese-Foligno       | 1-1           | 18 apr.       |
| 22 nov.      | 1-0          | Viareggio-Arezzo     | 1-1           | 18 apr.       |

| Andata (15ª) | Andata (15ª) | 15ª giornata          | Ritorno (32ª) | Ritorno (32ª) |
|              |              |                       |               |               |
| 29 nov.      | 3-2          | Arezzo-Figline        | 0-1           | 25 apr.       |
| 30 nov.      | 3-1          | Benevento-Perugia     | 2-1           | 25 apr.       |
| 29 nov.      | 0-2          | Cremonese-Novara      | 3-3           | 25 apr.       |
| 29 nov.      | 1-1          | Foligno-Pro Patria    | 2-4           | 25 apr.       |
| 29 nov.      | 0-0          | Lecco-Viareggio       | 2-4           | 25 apr.       |
| 29 nov.      | 1-2          | Lumezzane-Alessandria | 0-1           | 25 apr.       |
| 29 nov.      | 3-1          | Monza-Varese          | 2-2           | 25 apr.       |
| 29 nov.      | 3-0          | Paganese-Pergocrema   | 0-1           | 25 apr.       |
| 29 nov.      | 0-0          | Sorrento-Como         | 1-2           | 25 apr.       |

| Andata (16ª) | Andata (16ª) | 16ª giornata          | Ritorno (33ª) | Ritorno (33ª) |
|              |              |                       |               |               |
| 6 dic.       | 1-0          | Alessandria-Benevento | 1-3           | 2 mag.        |
| 6 dic.       | 0-1          | Como-Cremonese        | 0-1           | 2 mag.        |
| 6 dic.       | 4-2          | Figline-Foligno       | 1-3           | 2 mag.        |
| 7 dic.       | 0-0          | Novara-Arezzo         | 1-2           | 2 mag.        |
| 6 dic.       | 1-2          | Pergocrema-Lumezzane  | 0-2           | 2 mag.        |
| 6 dic.       | 2-1          | Perugia-Paganese      | 0-2           | 2 mag.        |
| 6 dic.       | 0-0          | Pro Patria-Monza      | 0-2           | 2 mag.        |
| 6 dic.       | 1-0          | Varese-Lecco          | 2-0           | 2 mag.        |
| 6 dic.       | 0-2          | Viareggio-Sorrento    | 2-2           | 2 mag.        |

| Andata (15ª) | Andata (15ª) | 15ª giornata          | Ritorno (32ª) | Ritorno (32ª) |
|              |              |                       |               |               |
| 29 nov.      | 3-2          | Arezzo-Figline        | 0-1           | 25 apr.       |
| 30 nov.      | 3-1          | Benevento-Perugia     | 2-1           | 25 apr.       |
| 29 nov.      | 0-2          | Cremonese-Novara      | 3-3           | 25 apr.       |
| 29 nov.      | 1-1          | Foligno-Pro Patria    | 2-4           | 25 apr.       |
| 29 nov.      | 0-0          | Lecco-Viareggio       | 2-4           | 25 apr.       |
| 29 nov.      | 1-2          | Lumezzane-Alessandria | 0-1           | 25 apr.       |
| 29 nov.      | 3-1          | Monza-Varese          | 2-2           | 25 apr.       |
| 29 nov.      | 3-0          | Paganese-Pergocrema   | 0-1           | 25 apr.       |
| 29 nov.      | 0-0          | Sorrento-Como         | 1-2           | 25 apr.       |

| Andata (16ª) | Andata (16ª) | 16ª giornata          | Ritorno (33ª) | Ritorno (33ª) |
|              |              |                       |               |               |
| 6 dic.       | 1-0          | Alessandria-Benevento | 1-3           | 2 mag.        |
| 6 dic.       | 0-1          | Como-Cremonese        | 0-1           | 2 mag.        |
| 6 dic.       | 4-2          | Figline-Foligno       | 1-3           | 2 mag.        |
| 7 dic.       | 0-0          | Novara-Arezzo         | 1-2           | 2 mag.        |
| 6 dic.       | 1-2          | Pergocrema-Lumezzane  | 0-2           | 2 mag.        |
| 6 dic.       | 2-1          | Perugia-Paganese      | 0-2           | 2 mag.        |
| 6 dic.       | 0-0          | Pro Patria-Monza      | 0-2           | 2 mag.        |
| 6 dic.       | 1-0          | Varese-Lecco          | 2-0           | 2 mag.        |
| 6 dic.       | 0-2          | Viareggio-Sorrento    | 2-2           | 2 mag.        |

| \| Andata (17ª) \| Andata (17ª) \| 17ª giornata \| Ritorno (34ª) \| Ritorno (34ª) \| \| \| \| \| \| \| \| 13 dic. \| 3-0 \| Arezzo-Alessandria \| 2-1 \| 9 mag. \| \| 13 dic. \| 2-2 \| Benevento-Viareggio \| 2-2 \| 9 mag. \| \| 13 dic. \| 4-1 \| Cremonese-Varese \| 1-5 \| 9 mag. \| \| 13 dic. \| 1-2 \| Foligno-Perugia \| 2-0 \| 9 mag. \| \| 13 dic. \| 0-1 \| Lecco-Como \| 0-2 \| 9 mag. \| \| 13 dic. \| 1-1 \| Lumezzane-Pro Patria \| 1-2 \| 9 mag. \| \| 13 dic. \| 2-2 \| Monza-Figline \| 0-2 \| 9 mag. \| \| 13 dic. \| 1-2 \| Paganese-Novara \| 1-0 \| 9 mag. \| \| 13 dic. \| 0-0 \| Sorrento-Pergocrema \| 1-1 \| 9 mag. \| |              |                      |               |               |
| Andata (17ª) | Andata (17ª) | 17ª giornata         | Ritorno (34ª) | Ritorno (34ª) |
| |              |                      |               |               |
| 13 dic. | 3-0          | Arezzo-Alessandria   | 2-1           | 9 mag.        |
| 13 dic. | 2-2          | Benevento-Viareggio  | 2-2           | 9 mag.        |
| 13 dic. | 4-1          | Cremonese-Varese     | 1-5           | 9 mag.        |
| 13 dic. | 1-2          | Foligno-Perugia      | 2-0           | 9 mag.        |
| 13 dic. | 0-1          | Lecco-Como           | 0-2           | 9 mag.        |
| 13 dic. | 1-1          | Lumezzane-Pro Patria | 1-2           | 9 mag.        |
| 13 dic. | 2-2          | Monza-Figline        | 0-2           | 9 mag.        |
| 13 dic. | 1-2          | Paganese-Novara      | 1-0           | 9 mag.        |
| 13 dic. | 0-0          | Sorrento-Pergocrema  | 1-1           | 9 mag.        |

| Andata (17ª) | Andata (17ª) | 17ª giornata         | Ritorno (34ª) | Ritorno (34ª) |
|              |              |                      |               |               |
| 13 dic.      | 3-0          | Arezzo-Alessandria   | 2-1           | 9 mag.        |
| 13 dic.      | 2-2          | Benevento-Viareggio  | 2-2           | 9 mag.        |
| 13 dic.      | 4-1          | Cremonese-Varese     | 1-5           | 9 mag.        |
| 13 dic.      | 1-2          | Foligno-Perugia      | 2-0           | 9 mag.        |
| 13 dic.      | 0-1          | Lecco-Como           | 0-2           | 9 mag.        |
| 13 dic.      | 1-1          | Lumezzane-Pro Patria | 1-2           | 9 mag.        |
| 13 dic.      | 2-2          | Monza-Figline        | 0-2           | 9 mag.        |
| 13 dic.      | 1-2          | Paganese-Novara      | 1-0           | 9 mag.        |
| 13 dic.      | 0-0          | Sorrento-Pergocrema  | 1-1           | 9 mag.        |

### Spareggi

#### Play-off

##### Tabellone
|  | Semifinali | Semifinali | Semifinali | Semifinali | Semifinali |  |  | Finale | Finale    | Finale | Finale | Finale |  |
|  |            |            |            |            |            |  |  |        |           |        |        |        |  |
|  | 5          | Benevento  | 2          | 1          | 3          |  |  |        |           |        |        |        |  |
|  | 2          | Varese     | 2          | 2          | 4          |  |  | 3      | Cremonese | 1      | 0      | 1      |  |
|  | 4          | Arezzo     | 0          | 2          | 2          |  |  | 2      | Varese    | 0      | 2      | 2      |  |
|  | 3          | Cremonese  | 2          | 1          | 3          |  |  |        |           |        |        |        |  |

##### Semifinali
|           | Risultati |           | Luogo e data              |
| --------- | --------- | --------- | ------------------------- |
| Benevento | 2-2       | Varese    | Benevento, 23 maggio 2010 |
| Varese    | 2-1       | Benevento | Varese, 30 maggio 2010    |
|           |           |           |                           |
| Arezzo    | 0-2       | Cremonese | Arezzo, 23 maggio 2010    |
| Cremonese | 1-2       | Arezzo    | Cremona, 30 maggio 2010   |
|           |           |           |                           |

##### Finali
|           | Risultati |           | Luogo e data           |
| --------- | --------- | --------- | ---------------------- |
| Cremonese | 1-0       | Varese    | Cremona, 6 giugno 2010 |
| Varese    | 2-0       | Cremonese | Varese, 13 giugno 2010 |
|           |           |           |                        |

#### Play-out
|            | Risultati |            | Luogo e data                  |
| ---------- | --------- | ---------- | ----------------------------- |
| Paganese   | 1-1       | Viareggio  | Pagani, 23 maggio 2010        |
| Viareggio  | 1-1       | Paganese   | Livorno, 30 maggio 2010       |
|            |           |            |                               |
| Pro Patria | 2-2       | Pergocrema | Busto Arsizio, 23 maggio 2010 |
| Pergocrema | 1-1       | Pro Patria | Crema, 30 maggio 2010         |
|            |           |            |                               |

### Statistiche

#### Squadra

##### Primati stagionali
Squadre
- Maggior numero di vittorie: Novara (18)
- Minor numero di sconfitte: Novara (3)
- Migliore attacco: Cremonese (62 gol fatti)
- Miglior difesa: Novara (24 gol subiti)
- Miglior differenza reti: Novara (+28)
- Maggior numero di pareggi: Monza e Pro Patria (14)
- Minor numero di pareggi: Perugia (6)
- Minor numero di vittorie: Pro Patria (7)
- Partita con più spettatori: Novara - Cremonese (7.487)
- Partita con meno spettatori: Figline - Lumezzane (221)
- Maggior numero di sconfitte: Lecco (19)
- Peggiore attacco: Como (27 gol fatti)
- Peggior difesa: Foligno (56 gol subiti)
- Peggior differenza reti: Lecco (-19)

Partite
- Partite con più reti:

Varese - Paganese 5-2 (7)
Monza - Arezzo 1-6 (7)
Pro Patria - Benevento 3-4 (7)
Cremonese - Foligno 4-3 (7)
Monza - Sorrento 3-4 (7)
Pergocrema - Arezzo 3-4 (7)

## Girone B
Girone B che si decide all'ultima giornata: infatti il Portogruaro di Alessandro Calori vince a Verona contro i padroni di casa all'ultimo secondo (rete di Bocalon) sorpassando gli scaligeri, capolista incontrastata dalla 12ª fino alla giornata precedente, e conquistano un'inaspettata e storica promozione in Serie B. I gialloblù pagarono caro con l'esonero di Remondina, rimpiazzato da Vavassori (già protagonista delle promozioni in B con Avellino e Genoa tramite play-off) che però non portarono i frutti sperati: infatti dopo aver eliminato il Rimini; i veronesi persero nuovamente la promozione in cadetteria a vantaggio del Pescara di Eusebio di Francesco che, dopo il pareggio in Veneto all'andata (2-2), vinse al ritorno in casa con gol al 58° di Massimo Ganci tornando in B dopo tre anni di purgatorio.
L'unica squadra a scendere di categoria è il Giulianova (ai play-out contro l'Andria BAT), mentre a stagione in corso fa scalpore lo scandalo sportivo del Potenza che venne retrocesso d'ufficio all'ultimo posto dalla FIGC, e successivamente (al termine della stagione) escluso dai campionati professionistici ripartendo dall'Eccellenza. Durò poco la prima apparizione in terza serie del Pescina VG che viene escluso per problemi finanziari insieme al Real Marcianise e allo stesso Rimini che riparte dalla D.

### Squadre partecipanti
| Club            | Stagione | Città                 | Stadio                       | Stagione precedente                                            |
| --------------- | -------- | --------------------- | ---------------------------- | -------------------------------------------------------------- |
| Andria BAT      | dettagli | Andria (BT)           | Stadio Degli Ulivi           | 5º posto in Lega Pro Seconda Divisione/C, ripescato            |
| Cavese          | dettagli | Cava de' Tirreni (SA) | Stadio Simonetta Lamberti    | 6º posto in Lega Pro Prima Divisione/B                         |
| Cosenza         | dettagli | Cosenza               | Stadio San Vito              | 1º posto in Lega Pro Seconda Divisione/C, promosso             |
| Foggia          | dettagli | Foggia                | Stadio Pino Zaccheria        | 5º posto in Lega Pro Prima Divisione/B                         |
| Giulianova      | dettagli | Giulianova (TE)       | Stadio Rubens Fadini         | 3º posto in Lega Pro Seconda Divisione/B, promosso ai play-off |
| Pescara         | dettagli | Pescara               | Stadio Adriatico             | 12º posto in Lega Pro Prima Divisione/B                        |
| Pescina VG      | dettagli | Pescina (AQ)          | Stadio dei Marsi (Avezzano)  | 4º posto in Lega Pro Seconda Divisione/C, promosso ai play-off |
| Portogruaro     | dettagli | Portogruaro (VE)      | Stadio Pier Giovanni Mecchia | 12º posto in Lega Pro Prima Divisione/A                        |
| Potenza         | dettagli | Potenza               | Stadio Alfredo Viviani       | 18º posto in Lega Pro Prima Divisione/B, ripescato             |
| Ravenna         | dettagli | Ravenna               | Stadio Bruno Benelli         | 3º posto in Lega Pro Prima Divisione/A                         |
| Real Marcianise | dettagli | Marcianise (CE)       | Stadio Progreditur           | 7º posto in Lega Pro Prima Divisione/B                         |
| Reggiana        | dettagli | Reggio Emilia         | Stadio Giglio                | 5º posto in Lega Pro Prima Divisione/A                         |
| Rimini          | dettagli | Rimini                | Stadio Romeo Neri            | 18º posto in Serie B, retrocesso                               |
| SPAL            | dettagli | Ferrara               | Stadio Paolo Mazza           | 6º posto in Lega Pro Prima Divisione/A                         |
| Taranto         | dettagli | Taranto               | Stadio Erasmo Iacovone       | 9º posto in Lega Pro Prima Divisione/B                         |
| Ternana         | dettagli | Terni                 | Stadio Libero Liberati       | 10º posto in Lega Pro Prima Divisione/B                        |
| Verona          | dettagli | Verona                | Stadio Marcantonio Bentegodi | 7º posto in Lega Pro Prima Divisione/A                         |
| Virtus Lanciano | dettagli | Lanciano (CH)         | Stadio Guido Biondi          | 14º posto in Lega Pro Prima Divisione/B                        |

### Allenatori
| Squadra     | Allenatore |                 | Squadra | Allenatore                                                                                       |
| ----------- | --- | --------------- | --- | ------------------------------------------------------------------------------------------------ |
| Andria BAT  | Oberdan Biagioni (1ª-3ª) Aldo Papagni (4ª-38ª e play-out) |                 | Ravenna | Vincenzo Esposito (1ª-8ª) Leonardo Rossi (9ª-27ª) Antonio Soda (28ª-33ª) Vincenzo Esposito (34ª) |
| Cavese      | Agenore Maurizi (1ª-14ª) Paolo Stringara (15ª-34ª) | Real Marcianise | Alfonso Ammirata (1ª-4ª) Luigi Boccolini (5ª-34ª)                                                          |                                                                                                  |
| Cosenza     | Domenico Toscano (1ª-29ª) Ezio Glerean (30ª-34ª) | Reggiana        | Loris Dominissini                                                                                          |                                                                                                  |
| Foggia      | Antonio Porta (1ª-20ª) Guido Ugolotti (21ª-34ª e play-out) | Rimini          | Mauro Melotti                                                                                              |                                                                                                  |
| Giulianova  | Leonardo Bitetto | SPAL            | Aldo Dolcetti (1ª-13ª) Egidio Notaristefano (14ª-34ª)                                                      |                                                                                                  |
| Pescara     | Antonello Cuccureddu (1ª-20ª) Eusebio Di Francesco (21ª-34ª e play-off)                                                                                        | Taranto         | Piero Braglia (1ª-5ª) Giuseppe Brucato (6ª-20ª) Franco Dellisanti (21ª-27ª) Francesco Passiatore (28ª-34ª) |                                                                                                  |
| Pescina VG  | Carlo Perrone (1ª-2ª) Roberto Cappellacci (3ª-12ª) Dario Bonetti (13ª-23ª) Roberto Cappellacci (24ª-34ª e andata play-out) Orazio Di Loreto (ritorno play-out) | Ternana         | Gabriele Baldassarri (1ª-17ª) Manuele Domenicali (18ª-25ª) Francesco Giorgini (26ª-34ª)                    |                                                                                                  |
| Portogruaro | Alessandro Calori | Verona          | Gian Marco Remondina (1ª-34ª) Giovanni Vavassori (play-off)                                                |                                                                                                  |
| Potenza     | Ezio Capuano (1ª-5ª) Francesco Monaco (6ª-9ª) Ezio Capuano (10ª-34ª)                                                                                           | Virtus Lanciano | Dino Pagliari                                                                                              |                                                                                                  |

### Classifica finale
|  | Pos. | Squadra              | Pt | G  | V  | N  | P  | GF | GS | DR  |
|  | ---- | -------------------- | -- | -- | -- | -- | -- | -- | -- | --- |
|  | 1.   | Portogruaro          | 59 | 34 | 16 | 11 | 7  | 39 | 26 | +13 |
|  | 2.   | Pescara              | 58 | 34 | 15 | 13 | 6  | 39 | 25 | +14 |
|  | 3.   | Verona               | 55 | 34 | 13 | 16 | 5  | 38 | 20 | +18 |
|  | 4.   | Rimini               | 51 | 34 | 15 | 6  | 13 | 39 | 36 | +3  |
|  | 5.   | Reggiana             | 49 | 34 | 13 | 10 | 11 | 45 | 38 | +7  |
|  | 6.   | Ternana              | 49 | 34 | 14 | 7  | 13 | 34 | 34 | 0   |
|  | 7.   | SPAL                 | 45 | 34 | 10 | 15 | 9  | 37 | 29 | +8  |
|  | 8.   | Taranto              | 45 | 34 | 10 | 15 | 9  | 26 | 24 | +2  |
|  | 9.   | Virtus Lanciano      | 44 | 34 | 9  | 17 | 8  | 31 | 36 | -5  |
|  | 10.  | Cavese               | 43 | 34 | 9  | 16 | 9  | 25 | 25 | 0   |
|  | 11.  | Cosenza              | 43 | 34 | 10 | 13 | 11 | 43 | 45 | -2  |
|  | 12.  | Real Marcianise (-1) | 43 | 34 | 11 | 11 | 12 | 44 | 40 | +4  |
|  | 13.  | Ravenna              | 40 | 34 | 9  | 13 | 12 | 38 | 36 | +2  |
|  | 14.  | Andria BAT           | 40 | 34 | 9  | 13 | 12 | 31 | 35 | -4  |
|  | 15.  | Foggia (-1)          | 40 | 34 | 9  | 14 | 11 | 27 | 37 | -10 |
|  | 16.  | Pescina VG           | 34 | 34 | 8  | 10 | 16 | 32 | 49 | -17 |
|  | 17.  | Giulianova           | 32 | 34 | 6  | 14 | 14 | 28 | 43 | -15 |
|  | 18.  | Potenza              | 34 | 34 | 8  | 10 | 16 | 30 | 48 | -18 |

Legenda:
      Promossa in Serie B 2010-2011.
  Partecipa ai play-off o ai play-out.
      Retrocessa in Lega Pro Seconda Divisione 2010-2011.
Regolamento:
Tre punti a vittoria, uno a pareggio, zero a sconfitta.
In caso di arrivo di due o più squadre a pari punti, la graduatoria verrà stilata secondo la classifica avulsa tra le squadre interessate che prevede, in ordine, i seguenti criteri:
- Punti negli scontri diretti.
- Differenza reti negli scontri diretti.
- Differenza reti generale.
- Reti realizzate in generale.
- Sorteggio.

Note:
Il Foggia ha scontato 1 punto di penalizzazione per irregolarità amministrative.
Il Real Marcianise ha scontato 1 punto di penalizzazione per irregolarità amministrative
Il Potenza è stato retrocesso all'ultimo posto, per illecito sportivo;

### Risultati

#### Tabellone
|                 | And  | Cav  | Cos  | Fog  | Giu  | Pes  | Psc  | Por  | Pot  | Rav  | RMa  | Reg  | Rim  | SPA  | Tar  | Ter  | Ver  | VLa  |
| --------------- | ---- | ---- | ---- | ---- | ---- | ---- | ---- | ---- | ---- | ---- | ---- | ---- | ---- | ---- | ---- | ---- | ---- | ---- |
| Andria BAT      | –––– | 1-0  | 1-0  | 0-1  | 1-1  | 1-1  | 3-0  | 1-0  | 3-1  | 0-0  | 0-1  | 1-1  | 1-0  | 0-0  | 2-1  | 0-1  | 0-0  | 2-0  |
| Cavese          | 1-1  | –––– | 1-1  | 0-0  | 2-2  | 1-1  | 2-1  | 1-2  | 0-1  | 1-0  | 1-0  | 2-0  | 1-0  | 2-2  | 1-0  | 1-0  | 0-0  | 0-2  |
| Cosenza         | 1-1  | 0-0  | –––– | 4-0  | 3-4  | 2-1  | 1-1  | 3-2  | 0-2  | 2-2  | 1-1  | 1-1  | 0-3  | 3-1  | 0-1  | 1-0  | 0-0  | 0-0  |
| Foggia          | 0-2  | 0-0  | 1-3  | –––– | 1-1  | 1-0  | 2-0  | 2-1  | 1-1  | 1-2  | 1-3  | 2-1  | 3-0  | 0-3  | 0-0  | 1-2  | 0-1  | 0-0  |
| Giulianova      | 1-1  | 0-2  | 1-2  | 1-2  | –––– | 1-1  | 0-0  | 2-1  | 1-0  | 2-2  | 0-0  | 1-0  | 0-2  | 1-1  | 0-0  | 1-1  | 0-0  | 2-2  |
| Pescara         | 1-0  | 1-2  | 3-1  | 0-0  | 1-0  | –––– | 1-0  | 0-1  | 2-1  | 2-1  | 2-0  | 3-0  | 2-0  | 1-0  | 1-1  | 2-1  | 0-0  | 0-0  |
| Pescina         | 1-1  | 0-0  | 1-3  | 2-0  | 1-2  | 0-2  | –––– | 0-1  | 3-2  | 2-1  | 3-3  | 2-1  | 2-0  | 0-3  | 0-2  | 3-0  | 1-1  | 1-1  |
| Portogruaro     | 0-0  | 0-0  | 1-1  | 1-1  | 2-0  | 2-2  | 0-0  | –––– | 1-0  | 0-1  | 0-0  | 2-1  | 2-1  | 1-0  | 1-0  | 1-2  | 0-0  | 1-1  |
| Potenza         | 3-1  | 1-0  | 0-2  | 2-1  | 2-1  | 0-0  | 1-0  | 0-3  | –––– | 1-1  | 0-2  | 0-0  | 2-1  | 2-2  | 0-0  | 1-1  | 0-2  | 0-2  |
| Ravenna         | 3-1  | 2-2  | 3-1  | 0-0  | 2-0  | 1-1  | 3-1  | 1-1  | 2-1  | –––– | 1-1  | 3-1  | 1-2  | 1-1  | 1-1  | 0-1  | 0-1  | 0-1  |
| Real Marcianise | 3-0  | 0-0  | 1-1  | 0-0  | 1-2  | 2-3  | 0-2  | 1-2  | 3-0  | 0-1  | –––– | 1-3  | 1-1  | 1-0  | 3-3  | 4-0  | 1-0  | 2-2  |
| Reggiana        | 1-1  | 1-0  | 5-2  | 3-4  | 1-0  | 2-1  | 2-0  | 0-1  | 2-1  | 2-2  | 3-1  | –––– | 3-1  | 0-1  | 0-0  | 1-0  | 0-0  | 0-1  |
| Rimini          | 2-1  | 1-0  | 2-0  | 0-1  | 2-1  | 0-0  | 3-1  | 2-3  | 2-0  | 1-0  | 2-0  | 1-1  | –––– | 1-1  | 2-0  | 1-1  | 3-2  | 0-0  |
| SPAL            | 2-0  | 2-0  | 1-1  | 0-0  | 2-0  | 0-1  | 0-0  | 2-1  | 1-1  | 0-0  | 2-3  | 1-1  | 1-2  | –––– | 0-0  | 0-1  | 1-1  | 0-1  |
| Taranto         | 1-0  | 1-0  | 2-1  | 0-0  | 0-0  | 0-1  | 2-0  | 1-2  | 2-2  | 1-0  | 1-0  | 0-0  | 1-0  | 1-2  | –––– | 1-0  | 0-0  | 1-1  |
| Ternana         | 2-1  | 1-1  | 0-0  | 4-1  | 2-0  | 2-0  | 0-2  | 0-0  | 3-0  | 1-0  | 0-3  | 0-1  | 3-0  | 0-1  | 2-1  | –––– | 0-2  | 1-1  |
| Verona          | 3-1  | 1-1  | 2-1  | 0-0  | 1-0  | 0-0  | 5-1  | 0-1  | 2-2  | 2-1  | 2-0  | 1-2  | 0-1  | 1-1  | 1-0  | 2-0  | –––– | 2-2  |
| Virtus Lanciano | 2-2  | 0-0  | 0-1  | 0-0  | 2-0  | 2-2  | 1-1  | 0-2  | 1-0  | 1-0  | 1-2  | 1-5  | 1-0  | 1-3  | 1-1  | 0-2  | 0-3  | –––– |

#### Calendario
| Andata (1ª) | Andata (1ª) | 1ª giornata              | Ritorno (18ª) | Ritorno (18ª) |
|             |             |                          |               |               |
| 23 ago.     | 0-1         | Andria BAT-Ternana       | 1-2           | 20 dic.       |
| 23 ago.     | 1-0         | Giulianova-Potenza       | 1-2           | 20 dic.       |
| 24 ago.     | 2-0         | Pescara-Rimini           | 0-0           | 20 dic.       |
| 23 ago.     | 0-0         | Pescina-Cavese           | 1-2           | 20 dic.       |
| 23 ago.     | 0-1         | Portogruaro-Ravenna      | 1-1           | 13 gen.       |
| 23 ago.     | 0-1         | Reggiana-Virtus Lanciano | 5-1           | 20 dic.       |
| 23 ago.     | 1-1         | SPAL-Cosenza             | 1-3           | 20 dic.       |
| 23 ago.     | 1-0         | Taranto-Real Marcianise  | 3-3           | 20 dic.       |
| 23 ago.     | 0-0         | Verona-Foggia            | 1-0           | 20 dic.       |

| Andata (2ª) | Andata (2ª) | 2ª giornata                 | Ritorno (19ª) | Ritorno (19ª) |
|             |             |                             |               |               |
| 30 ago.     | 1-1         | Cavese-Pescara              | 2-1           | 10 gen.       |
| 30 ago.     | 1-1         | Cosenza-Pescina             | 3-1           | 11 gen.       |
| 30 ago.     | 1-1         | Foggia-Giulianova           | 2-1           | 11 gen.       |
| 30 ago.     | 3-1         | Potenza-Andria BAT          | 1-3           | 11 gen.       |
| 30 ago.     | 1-1         | Ravenna-SPAL                | 0-0           | 11 gen.       |
| 30 ago.     | 1-2         | Real Marcianise-Portogruaro | 0-0           | 11 gen.       |
| 30 ago.     | 1-1         | Rimini-Reggiana             | 1-3           | 11 gen.       |
| 30 ago.     | 2-1         | Ternana-Taranto             | 0-1           | 11 gen.       |
| 30 ago.     | 0-3         | Virtus Lanciano-Verona      | 2-2           | 11 gen.       |

| Andata (1ª) | Andata (1ª) | 1ª giornata              | Ritorno (18ª) | Ritorno (18ª) |
|             |             |                          |               |               |
| 23 ago.     | 0-1         | Andria BAT-Ternana       | 1-2           | 20 dic.       |
| 23 ago.     | 1-0         | Giulianova-Potenza       | 1-2           | 20 dic.       |
| 24 ago.     | 2-0         | Pescara-Rimini           | 0-0           | 20 dic.       |
| 23 ago.     | 0-0         | Pescina-Cavese           | 1-2           | 20 dic.       |
| 23 ago.     | 0-1         | Portogruaro-Ravenna      | 1-1           | 13 gen.       |
| 23 ago.     | 0-1         | Reggiana-Virtus Lanciano | 5-1           | 20 dic.       |
| 23 ago.     | 1-1         | SPAL-Cosenza             | 1-3           | 20 dic.       |
| 23 ago.     | 1-0         | Taranto-Real Marcianise  | 3-3           | 20 dic.       |
| 23 ago.     | 0-0         | Verona-Foggia            | 1-0           | 20 dic.       |

| Andata (2ª) | Andata (2ª) | 2ª giornata                 | Ritorno (19ª) | Ritorno (19ª) |
|             |             |                             |               |               |
| 30 ago.     | 1-1         | Cavese-Pescara              | 2-1           | 10 gen.       |
| 30 ago.     | 1-1         | Cosenza-Pescina             | 3-1           | 11 gen.       |
| 30 ago.     | 1-1         | Foggia-Giulianova           | 2-1           | 11 gen.       |
| 30 ago.     | 3-1         | Potenza-Andria BAT          | 1-3           | 11 gen.       |
| 30 ago.     | 1-1         | Ravenna-SPAL                | 0-0           | 11 gen.       |
| 30 ago.     | 1-2         | Real Marcianise-Portogruaro | 0-0           | 11 gen.       |
| 30 ago.     | 1-1         | Rimini-Reggiana             | 1-3           | 11 gen.       |
| 30 ago.     | 2-1         | Ternana-Taranto             | 0-1           | 11 gen.       |
| 30 ago.     | 0-3         | Virtus Lanciano-Verona      | 2-2           | 11 gen.       |

| Andata (3ª) | Andata (3ª) | 3ª giornata              | Ritorno (20ª) | Ritorno (20ª) |
|             |             |                          |               |               |
| 7 set.      | 0-1         | Andria BAT-Foggia        | 2-0           | 17 gen.       |
| 6 set.      | 1-2         | Giulianova-Cosenza       | 4-3           | 17 gen.       |
| 6 set.      | 0-1         | Pescina-Portogruaro      | 0-0           | 17 gen.       |
| 6 set.      | 1-1         | Potenza-Ravenna          | 1-2           | 17 gen.       |
| 6 set.      | 3-1         | Reggiana-Real Marcianise | 3-1           | 17 gen.       |
| 6 set.      | 0-1         | SPAL-Ternana             | 1-0           | 17 gen.       |
| 6 set.      | 1-0         | Taranto-Rimini           | 0-2           | 17 gen.       |
| 6 set.      | 1-1         | Verona-Cavese            | 0-0           | 17 gen.       |
| 6 set.      | 2-2         | Virtus Lanciano-Pescara  | 0-0           | 17 gen.       |

| Andata (4ª) | Andata (4ª) | 4ª giornata                | Ritorno (21ª) | Ritorno (21ª) |
|             |             |                            |               |               |
| 13 set.     | 2-2         | Cavese-SPAL                | 0-2           | 24 gen.       |
| 13 set.     | 0-0         | Cosenza-Verona             | 1-2           | 24 gen.       |
| 13 set.     | 0-0         | Foggia-Virtus Lanciano     | 0-0           | 24 gen.       |
| 13 set.     | 1-0         | Pescara-Pescina            | 2-0           | 24 gen.       |
| 13 set.     | 2-1         | Portogruaro-Reggiana       | 1-0           | 24 gen.       |
| 13 set.     | 1-1         | Ravenna-Taranto            | 0-1           | 24 gen.       |
| 13 set.     | 1-2         | Real Marcianise-Giulianova | 0-0           | 24 gen.       |
| 13 set.     | 2-1         | Rimini-Andria BAT          | 0-1           | 24 gen.       |
| 13 set.     | 3-0         | Ternana-Potenza            | 1-1           | 24 gen.       |

| Andata (3ª) | Andata (3ª) | 3ª giornata              | Ritorno (20ª) | Ritorno (20ª) |
|             |             |                          |               |               |
| 7 set.      | 0-1         | Andria BAT-Foggia        | 2-0           | 17 gen.       |
| 6 set.      | 1-2         | Giulianova-Cosenza       | 4-3           | 17 gen.       |
| 6 set.      | 0-1         | Pescina-Portogruaro      | 0-0           | 17 gen.       |
| 6 set.      | 1-1         | Potenza-Ravenna          | 1-2           | 17 gen.       |
| 6 set.      | 3-1         | Reggiana-Real Marcianise | 3-1           | 17 gen.       |
| 6 set.      | 0-1         | SPAL-Ternana             | 1-0           | 17 gen.       |
| 6 set.      | 1-0         | Taranto-Rimini           | 0-2           | 17 gen.       |
| 6 set.      | 1-1         | Verona-Cavese            | 0-0           | 17 gen.       |
| 6 set.      | 2-2         | Virtus Lanciano-Pescara  | 0-0           | 17 gen.       |

| Andata (4ª) | Andata (4ª) | 4ª giornata                | Ritorno (21ª) | Ritorno (21ª) |
|             |             |                            |               |               |
| 13 set.     | 2-2         | Cavese-SPAL                | 0-2           | 24 gen.       |
| 13 set.     | 0-0         | Cosenza-Verona             | 1-2           | 24 gen.       |
| 13 set.     | 0-0         | Foggia-Virtus Lanciano     | 0-0           | 24 gen.       |
| 13 set.     | 1-0         | Pescara-Pescina            | 2-0           | 24 gen.       |
| 13 set.     | 2-1         | Portogruaro-Reggiana       | 1-0           | 24 gen.       |
| 13 set.     | 1-1         | Ravenna-Taranto            | 0-1           | 24 gen.       |
| 13 set.     | 1-2         | Real Marcianise-Giulianova | 0-0           | 24 gen.       |
| 13 set.     | 2-1         | Rimini-Andria BAT          | 0-1           | 24 gen.       |
| 13 set.     | 3-0         | Ternana-Potenza            | 1-1           | 24 gen.       |

| Andata (5ª) | Andata (5ª) | 5ª giornata                 | Ritorno (22ª) | Ritorno (22ª) |
|             |             |                             |               |               |
| 20 set.     | 1-0         | Andria BAT-Cosenza          | 1-1           | 31 gen.       |
| 30 set.     | 1-2         | Foggia-Ravenna              | 0-0           | 13 feb.       |
| 20 set.     | 1-1         | Giulianova-Pescara          | 0-1           | 31 gen.       |
| 20 set.     | 2-0         | Pescina-Rimini              | 1-3           | 13 feb.       |
| 20 set.     | 0-2         | Potenza-Real Marcianise     | 0-3           | 31 gen.       |
| 20 set.     | 1-0         | Reggiana-Cavese             | 0-2           | 31 gen.       |
| 20 set.     | 1-2         | Taranto-SPAL                | 0-0           | 31 gen.       |
| 21 set.     | 2-0         | Verona-Ternana              | 2-0           | 31 gen.       |
| 20 set.     | 0-2         | Virtus Lanciano-Portogruaro | 1-1           | 31 gen.       |

| Andata (6ª) | Andata (6ª) | 6ª giornata             | Ritorno (23ª) | Ritorno (23ª) |
|             |             |                         |               |               |
| 27 set.     | 0-0         | Cosenza-Virtus Lanciano | 1-0           | 7 feb.        |
| 27 set.     | 1-0         | Pescara-Andria BAT      | 1-1           | 7 feb.        |
| 27 set.     | 2-0         | Portogruaro-Giulianova  | 1-2           | 7 feb.        |
| 27 set.     | 0-1         | Ravenna-Verona          | 1-2           | 7 feb.        |
| 27 set.     | 0-2         | Real Marcianise-Pescina | 3-3           | 7 feb.        |
| 27 set.     | 1-0         | Rimini-Cavese           | 0-1           | 7 feb.        |
| 27 set.     | 1-1         | SPAL-Potenza            | 2-2           | 7 feb.        |
| 27 set.     | 0-0         | Taranto-Reggiana        | 0-0           | 7 feb.        |
| 27 set.     | 4-1         | Ternana-Foggia          | 2-1           | 7 feb.        |

| Andata (5ª) | Andata (5ª) | 5ª giornata                 | Ritorno (22ª) | Ritorno (22ª) |
|             |             |                             |               |               |
| 20 set.     | 1-0         | Andria BAT-Cosenza          | 1-1           | 31 gen.       |
| 30 set.     | 1-2         | Foggia-Ravenna              | 0-0           | 13 feb.       |
| 20 set.     | 1-1         | Giulianova-Pescara          | 0-1           | 31 gen.       |
| 20 set.     | 2-0         | Pescina-Rimini              | 1-3           | 13 feb.       |
| 20 set.     | 0-2         | Potenza-Real Marcianise     | 0-3           | 31 gen.       |
| 20 set.     | 1-0         | Reggiana-Cavese             | 0-2           | 31 gen.       |
| 20 set.     | 1-2         | Taranto-SPAL                | 0-0           | 31 gen.       |
| 21 set.     | 2-0         | Verona-Ternana              | 2-0           | 31 gen.       |
| 20 set.     | 0-2         | Virtus Lanciano-Portogruaro | 1-1           | 31 gen.       |

| Andata (6ª) | Andata (6ª) | 6ª giornata             | Ritorno (23ª) | Ritorno (23ª) |
|             |             |                         |               |               |
| 27 set.     | 0-0         | Cosenza-Virtus Lanciano | 1-0           | 7 feb.        |
| 27 set.     | 1-0         | Pescara-Andria BAT      | 1-1           | 7 feb.        |
| 27 set.     | 2-0         | Portogruaro-Giulianova  | 1-2           | 7 feb.        |
| 27 set.     | 0-1         | Ravenna-Verona          | 1-2           | 7 feb.        |
| 27 set.     | 0-2         | Real Marcianise-Pescina | 3-3           | 7 feb.        |
| 27 set.     | 1-0         | Rimini-Cavese           | 0-1           | 7 feb.        |
| 27 set.     | 1-1         | SPAL-Potenza            | 2-2           | 7 feb.        |
| 27 set.     | 0-0         | Taranto-Reggiana        | 0-0           | 7 feb.        |
| 27 set.     | 4-1         | Ternana-Foggia          | 2-1           | 7 feb.        |

| Andata (7ª) | Andata (7ª) | 7ª giornata                | Ritorno (24ª) | Ritorno (24ª) |
|             |             |                            |               |               |
| 4 ott.      | 0-0         | Andria BAT-SPAL            | 0-2           | 21 feb.       |
| 4 ott.      | 1-0         | Cavese-Ravenna             | 2-2           | 21 feb.       |
| 4 ott.      | 1-3         | Foggia-Real Marcianise     | 0-0           | 21 feb.       |
| 5 ott.      | 2-2         | Giulianova-Virtus Lanciano | 0-2           | 21 feb.       |
| 4 ott.      | 2-1         | Pescara-Ternana            | 0-2           | 21 feb.       |
| 4 ott.      | 0-2         | Pescina-Taranto            | 0-2           | 21 feb.       |
| 4 ott.      | 0-2         | Potenza-Verona             | 2-2           | 21 feb.       |
| 4 ott.      | 5-2         | Reggiana-Cosenza           | 1-1           | 21 feb.       |
| 4 ott.      | 2-3         | Rimini-Portogruaro         | 1-2           | 21 feb.       |

| Andata (8ª) | Andata (8ª) | 8ª giornata             | Ritorno (25ª) | Ritorno (25ª) |
|             |             |                         |               |               |
| 11 ott.     | 4-0         | Cosenza-Foggia          | 3-1           | 28 feb.       |
| 11 ott.     | 2-2         | Portogruaro-Pescara     | 1-0           | 28 feb.       |
| 11 ott.     | 3-1         | Ravenna-Reggiana        | 2-2           | 28 feb.       |
| 11 ott.     | 0-0         | Real Marcianise-Cavese  | 0-1           | 28 feb.       |
| 12 ott.     | 1-2         | SPAL-Rimini             | 1-1           | 28 feb.       |
| 11 ott.     | 0-0         | Taranto-Giulianova      | 0-0           | 28 feb.       |
| 11 ott.     | 0-2         | Ternana-Pescina         | 0-3           | 28 feb.       |
| 11 ott.     | 3-1         | Verona-Andria BAT       | 0-0           | 28 feb.       |
| 11 ott.     | 1-0         | Virtus Lanciano-Potenza | 2-0           | 28 feb.       |

| Andata (7ª) | Andata (7ª) | 7ª giornata                | Ritorno (24ª) | Ritorno (24ª) |
|             |             |                            |               |               |
| 4 ott.      | 0-0         | Andria BAT-SPAL            | 0-2           | 21 feb.       |
| 4 ott.      | 1-0         | Cavese-Ravenna             | 2-2           | 21 feb.       |
| 4 ott.      | 1-3         | Foggia-Real Marcianise     | 0-0           | 21 feb.       |
| 5 ott.      | 2-2         | Giulianova-Virtus Lanciano | 0-2           | 21 feb.       |
| 4 ott.      | 2-1         | Pescara-Ternana            | 0-2           | 21 feb.       |
| 4 ott.      | 0-2         | Pescina-Taranto            | 0-2           | 21 feb.       |
| 4 ott.      | 0-2         | Potenza-Verona             | 2-2           | 21 feb.       |
| 4 ott.      | 5-2         | Reggiana-Cosenza           | 1-1           | 21 feb.       |
| 4 ott.      | 2-3         | Rimini-Portogruaro         | 1-2           | 21 feb.       |

| Andata (8ª) | Andata (8ª) | 8ª giornata             | Ritorno (25ª) | Ritorno (25ª) |
|             |             |                         |               |               |
| 11 ott.     | 4-0         | Cosenza-Foggia          | 3-1           | 28 feb.       |
| 11 ott.     | 2-2         | Portogruaro-Pescara     | 1-0           | 28 feb.       |
| 11 ott.     | 3-1         | Ravenna-Reggiana        | 2-2           | 28 feb.       |
| 11 ott.     | 0-0         | Real Marcianise-Cavese  | 0-1           | 28 feb.       |
| 12 ott.     | 1-2         | SPAL-Rimini             | 1-1           | 28 feb.       |
| 11 ott.     | 0-0         | Taranto-Giulianova      | 0-0           | 28 feb.       |
| 11 ott.     | 0-2         | Ternana-Pescina         | 0-3           | 28 feb.       |
| 11 ott.     | 3-1         | Verona-Andria BAT       | 0-0           | 28 feb.       |
| 11 ott.     | 1-0         | Virtus Lanciano-Potenza | 2-0           | 28 feb.       |

| Andata (9ª) | Andata (9ª) | 9ª giornata             | Ritorno (26ª) | Ritorno (26ª) |
|             |             |                         |               |               |
| 18 ott.     | 1-0         | Andria BAT-Portogruaro  | 0-0           | 7 mar.        |
| 18 ott.     | 1-0         | Cavese-Ternana          | 1-1           | 7 mar.        |
| 18 ott.     | 0-0         | Foggia-Taranto          | 0-0           | 7 mar.        |
| 18 ott.     | 1-1         | Giulianova-SPAL         | 0-2           | 7 mar.        |
| 18 ott.     | 2-1         | Pescara-Ravenna         | 1-1           | 7 mar.        |
| 18 ott.     | 1-1         | Pescina-Virtus Lanciano | 1-1           | 7 mar.        |
| 19 ott.     | 0-2         | Potenza-Cosenza         | 2-0           | 7 mar.        |
| 18 ott.     | 0-0         | Reggiana-Verona         | 2-1           | 7 mar.        |
| 18 ott.     | 2-0         | Rimini-Real Marcianise  | 1-1           | 7 mar.        |

| Andata (10ª) | Andata (10ª) | 10ª giornata               | Ritorno (27ª) | Ritorno (27ª) |
|              |              |                            |               |               |
| 25 ott.      | 1-1          | Cosenza-Real Marcianise    | 1-1           | 14 mar.       |
| 25 ott.      | 0-0          | Portogruaro-Cavese         | 2-1           | 14 mar.       |
| 25 ott.      | 2-0          | Ravenna-Giulianova         | 2-2           | 14 mar.       |
| 25 ott.      | 3-4          | Reggiana-Foggia            | 1-2           | 14 mar.       |
| 25 ott.      | 0-1          | SPAL-Pescara               | 0-1           | 14 mar.       |
| 25 ott.      | 2-2          | Taranto-Potenza            | 0-0           | 14 mar.       |
| 25 ott.      | 3-0          | Ternana-Rimini             | 1-1           | 14 mar.       |
| 26 ott.      | 5-1          | Verona-Pescina             | 1-1           | 14 mar.       |
| 25 ott.      | 2-2          | Virtus Lanciano-Andria BAT | 0-2           | 15 mar.       |

| Andata (9ª) | Andata (9ª) | 9ª giornata             | Ritorno (26ª) | Ritorno (26ª) |
|             |             |                         |               |               |
| 18 ott.     | 1-0         | Andria BAT-Portogruaro  | 0-0           | 7 mar.        |
| 18 ott.     | 1-0         | Cavese-Ternana          | 1-1           | 7 mar.        |
| 18 ott.     | 0-0         | Foggia-Taranto          | 0-0           | 7 mar.        |
| 18 ott.     | 1-1         | Giulianova-SPAL         | 0-2           | 7 mar.        |
| 18 ott.     | 2-1         | Pescara-Ravenna         | 1-1           | 7 mar.        |
| 18 ott.     | 1-1         | Pescina-Virtus Lanciano | 1-1           | 7 mar.        |
| 19 ott.     | 0-2         | Potenza-Cosenza         | 2-0           | 7 mar.        |
| 18 ott.     | 0-0         | Reggiana-Verona         | 2-1           | 7 mar.        |
| 18 ott.     | 2-0         | Rimini-Real Marcianise  | 1-1           | 7 mar.        |

| Andata (10ª) | Andata (10ª) | 10ª giornata               | Ritorno (27ª) | Ritorno (27ª) |
|              |              |                            |               |               |
| 25 ott.      | 1-1          | Cosenza-Real Marcianise    | 1-1           | 14 mar.       |
| 25 ott.      | 0-0          | Portogruaro-Cavese         | 2-1           | 14 mar.       |
| 25 ott.      | 2-0          | Ravenna-Giulianova         | 2-2           | 14 mar.       |
| 25 ott.      | 3-4          | Reggiana-Foggia            | 1-2           | 14 mar.       |
| 25 ott.      | 0-1          | SPAL-Pescara               | 0-1           | 14 mar.       |
| 25 ott.      | 2-2          | Taranto-Potenza            | 0-0           | 14 mar.       |
| 25 ott.      | 3-0          | Ternana-Rimini             | 1-1           | 14 mar.       |
| 26 ott.      | 5-1          | Verona-Pescina             | 1-1           | 14 mar.       |
| 25 ott.      | 2-2          | Virtus Lanciano-Andria BAT | 0-2           | 15 mar.       |

| Andata (11ª) | Andata (11ª) | 11ª giornata                    | Ritorno (28ª) | Ritorno (28ª) |
|              |              |                                 |               |               |
| 1º nov.      | 1-1          | Andria BAT-Reggiana             | 1-1           | 21 mar.       |
| 1º nov.      | 1-1          | Cavese-Cosenza                  | 0-0           | 21 mar.       |
| 1º nov.      | 0-0          | Giulianova-Verona               | 0-1           | 22 mar.       |
| 1º nov.      | 1-1          | Pescara-Taranto                 | 1-0           | 21 mar.       |
| 1º nov.      | 0-3          | Pescina-SPAL                    | 0-0           | 21 mar.       |
| 2 nov.       | 1-2          | Portogruaro-Ternana             | 0-0           | 21 mar.       |
| 1º nov.      | 2-1          | Potenza-Foggia                  | 1-1           | 8 apr.        |
| 1º nov.      | 2-2          | Real Marcianise-Virtus Lanciano | 2-1           | 21 mar.       |
| 1º nov.      | 1-0          | Rimini-Ravenna                  | 2-1           | 21 mar.       |

| Andata (12ª) | Andata (12ª) | 12ª giornata            | Ritorno (29ª) | Ritorno (29ª) |
|              |              |                         |               |               |
| 8 nov.       | 1-1          | Andria BAT-Giulianova   | 1-1           | 3 apr.        |
| 8 nov.       | 2-1          | Cosenza-Pescara         | 1-3           | 3 apr.        |
| 8 nov.       | 3-0          | Foggia-Rimini           | 1-0           | 3 apr.        |
| 8 nov.       | 3-1          | Ravenna-Pescina         | 1-2           | 3 apr.        |
| 8 nov.       | 2-1          | Reggiana-Potenza        | 0-0           | 14 apr.       |
| 8 nov.       | 2-1          | SPAL-Portogruaro        | 0-1           | 3 apr.        |
| 9 nov.       | 1-0          | Taranto-Cavese          | 0-1           | 3 apr.        |
| 8 nov.       | 2-0          | Verona-Real Marcianise  | 0-1           | 3 apr.        |
| 8 nov.       | 0-2          | Virtus Lanciano-Ternana | 1-1           | 3 apr.        |

| Andata (11ª) | Andata (11ª) | 11ª giornata                    | Ritorno (28ª) | Ritorno (28ª) |
|              |              |                                 |               |               |
| 1º nov.      | 1-1          | Andria BAT-Reggiana             | 1-1           | 21 mar.       |
| 1º nov.      | 1-1          | Cavese-Cosenza                  | 0-0           | 21 mar.       |
| 1º nov.      | 0-0          | Giulianova-Verona               | 0-1           | 22 mar.       |
| 1º nov.      | 1-1          | Pescara-Taranto                 | 1-0           | 21 mar.       |
| 1º nov.      | 0-3          | Pescina-SPAL                    | 0-0           | 21 mar.       |
| 2 nov.       | 1-2          | Portogruaro-Ternana             | 0-0           | 21 mar.       |
| 1º nov.      | 2-1          | Potenza-Foggia                  | 1-1           | 8 apr.        |
| 1º nov.      | 2-2          | Real Marcianise-Virtus Lanciano | 2-1           | 21 mar.       |
| 1º nov.      | 1-0          | Rimini-Ravenna                  | 2-1           | 21 mar.       |

| Andata (12ª) | Andata (12ª) | 12ª giornata            | Ritorno (29ª) | Ritorno (29ª) |
|              |              |                         |               |               |
| 8 nov.       | 1-1          | Andria BAT-Giulianova   | 1-1           | 3 apr.        |
| 8 nov.       | 2-1          | Cosenza-Pescara         | 1-3           | 3 apr.        |
| 8 nov.       | 3-0          | Foggia-Rimini           | 1-0           | 3 apr.        |
| 8 nov.       | 3-1          | Ravenna-Pescina         | 1-2           | 3 apr.        |
| 8 nov.       | 2-1          | Reggiana-Potenza        | 0-0           | 14 apr.       |
| 8 nov.       | 2-1          | SPAL-Portogruaro        | 0-1           | 3 apr.        |
| 9 nov.       | 1-0          | Taranto-Cavese          | 0-1           | 3 apr.        |
| 8 nov.       | 2-0          | Verona-Real Marcianise  | 0-1           | 3 apr.        |
| 8 nov.       | 0-2          | Virtus Lanciano-Ternana | 1-1           | 3 apr.        |

| Andata (13ª) | Andata (13ª) | 13ª giornata               | Ritorno (30ª) | Ritorno (30ª) |
|              |              |                            |               |               |
| 15 nov.      | 0-1          | Cavese-Potenza             | 0-1           | 11 apr.       |
| 15 nov.      | 1-0          | Giulianova-Reggiana        | 0-1           | 11 apr.       |
| 16 nov.      | 0-0          | Pescara-Verona             | 0-0           | 11 apr.       |
| 15 nov.      | 2-0          | Pescina-Foggia             | 0-2           | 11 apr.       |
| 15 nov.      | 1-0          | Portogruaro-Taranto        | 2-1           | 11 apr.       |
| 15 nov.      | 3-0          | Real Marcianise-Andria BAT | 1-0           | 11 apr.       |
| 15 nov.      | 2-0          | Rimini-Cosenza             | 3-0           | 11 apr.       |
| 15 nov.      | 0-1          | SPAL-Virtus Lanciano       | 3-1           | 11 apr.       |
| 15 nov.      | 1-0          | Ternana-Ravenna            | 1-0           | 12 apr.       |

| Andata (14ª) | Andata (14ª) | 14ª giornata            | Ritorno (31ª) | Ritorno (31ª) |
|              |              |                         |               |               |
| 22 nov.      | 1-0          | Andria BAT-Cavese       | 1-1           | 18 apr.       |
| 22 nov.      | 1-0          | Cosenza-Ternana         | 0-0           | 18 apr.       |
| 22 nov.      | 2-1          | Foggia-Portogruaro      | 1-1           | 18 apr.       |
| 22 nov.      | 0-0          | Giulianova-Pescina      | 2-1           | 18 apr.       |
| 22 nov.      | 2-1          | Potenza-Rimini          | 0-2           | 18 apr.       |
| 22 nov.      | 0-1          | Real Marcianise-Ravenna | 1-1           | 18 apr.       |
| 22 nov.      | 2-1          | Reggiana-Pescara        | 0-3           | 18 apr.       |
| 22 nov.      | 1-1          | Verona-SPAL             | 1-1           | 18 apr.       |
| 22 nov.      | 1-1          | Virtus Lanciano-Taranto | 1-1           | 18 apr.       |

| Andata (13ª) | Andata (13ª) | 13ª giornata               | Ritorno (30ª) | Ritorno (30ª) |
|              |              |                            |               |               |
| 15 nov.      | 0-1          | Cavese-Potenza             | 0-1           | 11 apr.       |
| 15 nov.      | 1-0          | Giulianova-Reggiana        | 0-1           | 11 apr.       |
| 16 nov.      | 0-0          | Pescara-Verona             | 0-0           | 11 apr.       |
| 15 nov.      | 2-0          | Pescina-Foggia             | 0-2           | 11 apr.       |
| 15 nov.      | 1-0          | Portogruaro-Taranto        | 2-1           | 11 apr.       |
| 15 nov.      | 3-0          | Real Marcianise-Andria BAT | 1-0           | 11 apr.       |
| 15 nov.      | 2-0          | Rimini-Cosenza             | 3-0           | 11 apr.       |
| 15 nov.      | 0-1          | SPAL-Virtus Lanciano       | 3-1           | 11 apr.       |
| 15 nov.      | 1-0          | Ternana-Ravenna            | 1-0           | 12 apr.       |

| Andata (14ª) | Andata (14ª) | 14ª giornata            | Ritorno (31ª) | Ritorno (31ª) |
|              |              |                         |               |               |
| 22 nov.      | 1-0          | Andria BAT-Cavese       | 1-1           | 18 apr.       |
| 22 nov.      | 1-0          | Cosenza-Ternana         | 0-0           | 18 apr.       |
| 22 nov.      | 2-1          | Foggia-Portogruaro      | 1-1           | 18 apr.       |
| 22 nov.      | 0-0          | Giulianova-Pescina      | 2-1           | 18 apr.       |
| 22 nov.      | 2-1          | Potenza-Rimini          | 0-2           | 18 apr.       |
| 22 nov.      | 0-1          | Real Marcianise-Ravenna | 1-1           | 18 apr.       |
| 22 nov.      | 2-1          | Reggiana-Pescara        | 0-3           | 18 apr.       |
| 22 nov.      | 1-1          | Verona-SPAL             | 1-1           | 18 apr.       |
| 22 nov.      | 1-1          | Virtus Lanciano-Taranto | 1-1           | 18 apr.       |

| Andata (15ª) | Andata (15ª) | 15ª giornata            | Ritorno (32ª) | Ritorno (32ª) |
|              |              |                         |               |               |
| 29 nov.      | 2-2          | Cavese-Giulianova       | 2-0           | 25 apr.       |
| 29 nov.      | 0-0          | Pescara-Foggia          | 0-1           | 25 apr.       |
| 29 nov.      | 1-1          | Pescina-Andria BAT      | 0-3           | 25 apr.       |
| 29 nov.      | 1-0          | Portogruaro-Potenza     | 3-0           | 25 apr.       |
| 29 nov.      | 3-1          | Ravenna-Cosenza         | 2-2           | 25 apr.       |
| 29 nov.      | 0-0          | Rimini-Virtus Lanciano  | 0-1           | 25 apr.       |
| 29 nov.      | 1-1          | SPAL-Reggiana           | 1-0           | 25 apr.       |
| 29 nov.      | 0-0          | Taranto-Verona          | 0-1           | 25 apr.       |
| 29 nov.      | 0-3          | Ternana-Real Marcianise | 0-4           | 25 apr.       |

| Andata (16ª) | Andata (16ª) | 16ª giornata            | Ritorno (33ª) | Ritorno (33ª) |
|              |              |                         |               |               |
| 6 dic.       | 2-1          | Andria BAT-Taranto      | 0-1           | 2 mag.        |
| 6 dic.       | 3-2          | Cosenza-Portogruaro     | 1-1           | 2 mag.        |
| 6 dic.       | 0-0          | Foggia-Cavese           | 0-0           | 2 mag.        |
| 6 dic.       | 1-1          | Giulianova-Ternana      | 0-2           | 2 mag.        |
| 6 dic.       | 0-0          | Potenza-Pescara         | 1-2           | 2 mag.        |
| 6 dic.       | 1-0          | Real Marcianise-SPAL    | 3-2           | 2 mag.        |
| 6 dic.       | 2-0          | Reggiana-Pescina        | 1-2           | 2 mag.        |
| 6 dic.       | 0-1          | Verona-Rimini           | 2-3           | 2 mag.        |
| 6 dic.       | 1-0          | Virtus Lanciano-Ravenna | 1-0           | 2 mag.        |

| Andata (15ª) | Andata (15ª) | 15ª giornata            | Ritorno (32ª) | Ritorno (32ª) |
|              |              |                         |               |               |
| 29 nov.      | 2-2          | Cavese-Giulianova       | 2-0           | 25 apr.       |
| 29 nov.      | 0-0          | Pescara-Foggia          | 0-1           | 25 apr.       |
| 29 nov.      | 1-1          | Pescina-Andria BAT      | 0-3           | 25 apr.       |
| 29 nov.      | 1-0          | Portogruaro-Potenza     | 3-0           | 25 apr.       |
| 29 nov.      | 3-1          | Ravenna-Cosenza         | 2-2           | 25 apr.       |
| 29 nov.      | 0-0          | Rimini-Virtus Lanciano  | 0-1           | 25 apr.       |
| 29 nov.      | 1-1          | SPAL-Reggiana           | 1-0           | 25 apr.       |
| 29 nov.      | 0-0          | Taranto-Verona          | 0-1           | 25 apr.       |
| 29 nov.      | 0-3          | Ternana-Real Marcianise | 0-4           | 25 apr.       |

| Andata (16ª) | Andata (16ª) | 16ª giornata            | Ritorno (33ª) | Ritorno (33ª) |
|              |              |                         |               |               |
| 6 dic.       | 2-1          | Andria BAT-Taranto      | 0-1           | 2 mag.        |
| 6 dic.       | 3-2          | Cosenza-Portogruaro     | 1-1           | 2 mag.        |
| 6 dic.       | 0-0          | Foggia-Cavese           | 0-0           | 2 mag.        |
| 6 dic.       | 1-1          | Giulianova-Ternana      | 0-2           | 2 mag.        |
| 6 dic.       | 0-0          | Potenza-Pescara         | 1-2           | 2 mag.        |
| 6 dic.       | 1-0          | Real Marcianise-SPAL    | 3-2           | 2 mag.        |
| 6 dic.       | 2-0          | Reggiana-Pescina        | 1-2           | 2 mag.        |
| 6 dic.       | 0-1          | Verona-Rimini           | 2-3           | 2 mag.        |
| 6 dic.       | 1-0          | Virtus Lanciano-Ravenna | 1-0           | 2 mag.        |

| \| Andata (17ª) \| Andata (17ª) \| 17ª giornata \| Ritorno (34ª) \| Ritorno (34ª) \| \| \| \| \| \| \| \| 13 dic. \| 0-2 \| Cavese-Virtus Lanciano \| 0-0 \| 9 mag. \| \| 13 dic. \| 2-0 \| Pescara-Real Marcianise \| 3-2 \| 9 mag. \| \| 13 dic. \| 3-2 \| Pescina-Potenza \| 0-1 \| 9 mag. \| \| 13 dic. \| 0-0 \| Portogruaro-Verona \| 1-0 \| 9 mag. \| \| 13 dic. \| 3-1 \| Ravenna-Andria BAT \| 0-0 \| 9 mag. \| \| 13 dic. \| 2-1 \| Rimini-Giulianova \| 2-0 \| 9 mag. \| \| 13 dic. \| 0-0 \| SPAL-Foggia \| 3-0 \| 9 mag. \| \| 14 dic. \| 2-1 \| Taranto-Cosenza \| 1-0 \| 9 mag. \| \| 13 dic. \| 0-1 \| Ternana-Reggiana \| 0-1 \| 9 mag. \| |              |                         |               |               |
| Andata (17ª) | Andata (17ª) | 17ª giornata            | Ritorno (34ª) | Ritorno (34ª) |
| |              |                         |               |               |
| 13 dic. | 0-2          | Cavese-Virtus Lanciano  | 0-0           | 9 mag.        |
| 13 dic. | 2-0          | Pescara-Real Marcianise | 3-2           | 9 mag.        |
| 13 dic. | 3-2          | Pescina-Potenza         | 0-1           | 9 mag.        |
| 13 dic. | 0-0          | Portogruaro-Verona      | 1-0           | 9 mag.        |
| 13 dic. | 3-1          | Ravenna-Andria BAT      | 0-0           | 9 mag.        |
| 13 dic. | 2-1          | Rimini-Giulianova       | 2-0           | 9 mag.        |
| 13 dic. | 0-0          | SPAL-Foggia             | 3-0           | 9 mag.        |
| 14 dic. | 2-1          | Taranto-Cosenza         | 1-0           | 9 mag.        |
| 13 dic. | 0-1          | Ternana-Reggiana        | 0-1           | 9 mag.        |

| Andata (17ª) | Andata (17ª) | 17ª giornata            | Ritorno (34ª) | Ritorno (34ª) |
|              |              |                         |               |               |
| 13 dic.      | 0-2          | Cavese-Virtus Lanciano  | 0-0           | 9 mag.        |
| 13 dic.      | 2-0          | Pescara-Real Marcianise | 3-2           | 9 mag.        |
| 13 dic.      | 3-2          | Pescina-Potenza         | 0-1           | 9 mag.        |
| 13 dic.      | 0-0          | Portogruaro-Verona      | 1-0           | 9 mag.        |
| 13 dic.      | 3-1          | Ravenna-Andria BAT      | 0-0           | 9 mag.        |
| 13 dic.      | 2-1          | Rimini-Giulianova       | 2-0           | 9 mag.        |
| 13 dic.      | 0-0          | SPAL-Foggia             | 3-0           | 9 mag.        |
| 14 dic.      | 2-1          | Taranto-Cosenza         | 1-0           | 9 mag.        |
| 13 dic.      | 0-1          | Ternana-Reggiana        | 0-1           | 9 mag.        |

### Spareggi

#### Play-off

##### Tabellone
|  | Semifinali | Semifinali | Semifinali | Semifinali | Semifinali |  |  | Finale | Finale  | Finale | Finale | Finale |  |
|  |            |            |            |            |            |  |  |        |         |        |        |        |  |
|  | 5          | Reggiana   | 0          | 0          | 0          |  |  |        |         |        |        |        |  |
|  | 2          | Pescara    | 0          | 2          | 2          |  |  | 3      | Verona  | 2      | 0      | 2      |  |
|  | 4          | Rimini     | 0          | 0          | 0          |  |  | 2      | Pescara | 2      | 1      | 3      |  |
|  | 3          | Verona     | 1          | 0          | 1          |  |  |        |         |        |        |        |  |

##### Semifinali
|          | Risultati |          | Luogo e data                  |
| -------- | --------- | -------- | ----------------------------- |
| Reggiana | 0-0       | Pescara  | Reggio Emilia, 23 maggio 2010 |
| Pescara  | 2-0       | Reggiana | Pescara, 30 maggio 2010       |
|          |           |          |                               |
| Rimini   | 0-1       | Verona   | Rimini, 23 maggio 2010        |
| Verona   | 0-0       | Rimini   | Verona, 29 maggio 2010        |
|          |           |          |                               |

##### Finali
|         | Risultati |         | Luogo e data            |
| ------- | --------- | ------- | ----------------------- |
| Verona  | 2-2       | Pescara | Verona, 6 giugno 2010   |
| Pescara | 1-0       | Verona  | Pescara, 13 giugno 2010 |
|         |           |         |                         |

#### Play-out
|            | Risultati |            | Luogo e data               |
| ---------- | --------- | ---------- | -------------------------- |
| Giulianova | 1-1       | Andria BAT | Giulianova, 23 maggio 2010 |
| Andria BAT | 1-0       | Giulianova | Andria, 30 maggio 2010     |
|            |           |            |                            |
| Pescina VG | 1-2       | Foggia     | Avezzano, 23 maggio 2010   |
| Foggia     | 1-2       | Pescina VG | Foggia, 30 maggio 2010     |
|            |           |            |                            |

### Statistiche

#### Squadra

##### Primati stagionali
Squadre
- Maggior numero di vittorie: Portogruaro (16)
- Minor numero di sconfitte: Verona (5)
- Migliore attacco: Reggiana (45 gol fatti)
- Miglior difesa: Verona (20 gol subiti)
- Miglior differenza reti: Verona (+18)
- Maggior numero di pareggi: Virtus Lanciano (17)
- Minor numero di pareggi: Rimini (6)
- Minor numero di vittorie: Giulianova (6)
- Maggior numero di sconfitte: Potenza e Pescina VG (15)
- Peggiore attacco: Cavese (25 gol fatti)
- Peggior difesa: Pescina VG (49 gol subiti)
- Peggior differenza reti: Potenza (-18)

Partite
- Partita con più reti:

Giulianova - Cosenza 4-3 (7)
Reggiana - Cosenza 5-2 (7)
Reggiana - Foggia 3-4 (7)